# 伊東健人
伊東 健人（いとう けんと、1988年10月18日 - ）は、日本の男性声優、歌手。東京都出身。81プロデュース所属。

## 来歴
東京アナウンスアカデミー卒業。特に将来の目標もないままに大学に通っており、就職活動に入らなければいけない時期に差し掛かり、準備を進めていく中で、「自分は人とコミュニケーションを取るのが不得手だな」と痛感させられた
。その時にふと目にした東京アナウンスアカデミーの広告を見て「声を使う職業になる為の学校か…言わば喋るスキルを上げられる場所。ここに通えば、自分を変えてくれるきっかけが作れるかもしれない」と思い願書を出した。
声優コース以外にも東京アナウンスアカデミーにはいくつかコースがあるが「そういえば、この前見たアニメ面白かったな。あのキャラクター達に声を吹き込んでいるのが声優って仕事の人たちなのか…」と、一番印象に残っていた職業のコースに応募した。声優という仕事を意識したのはこの時だった気がすると語っている。
その後、81ACTOR'S STUDIOを経て、81プロデュース所属となった。
大学生時代は21世紀Pという名前でボカロPとして活動をしていた。
2017年、「伊東健人と中島ヨシキがあなたを夢中にさせるラジオ〜ゆめラジ〜」番組内で誕生した音楽ユニットUMakeとして、art sonicよりアーティストデビュー。UMakeのユニットメンバーとして歌唱のほか、作曲を担当。
2018年、テレビアニメ「ヲタクに恋は難しい」の二藤宏嵩役で地上波アニメ初主演。
2019年、第13回声優アワードにて、ヒプノシスマイクとして歌唱賞を受賞。
同年、インターネットラジオ局「ラジ友」テーマソング「ぎゅってしよ!」を楽曲提供。
2020年、OPENREC.tvにて伊東健人の夜更かしゲームTV！、ニコニコ生放送にて伊東健人のとっとクラブ放送開始。
2021年、自身が出演しているプロジェクトセカイ カラフルステージ! feat. 初音ミクにて楽曲提供を行うことが発表された。編曲はOSTER projectが担当。出演コンテンツへの楽曲提供はこれが初となる。
2022年8月26日、A-Sketch内レーベルAstro Voiceより、ソロアーティストデビューを発表。同年10月にファンクラブアプリ「伊東家の縁側」をリリース。
2023年、京都国際マンガ・アニメフェア（京まふ）2023にて同事務所の高橋李依と共に京都おこしやす大使に就任。
京都国際マンガミュージアムのアナウンスなどを期間限定で担当した。
2024年放送のテレビアニメ「月が導く異世界道中 第二幕」では第1クールのEDを担当。自身初のアニメーションタイアップとなった。
2024年、ファンクラブアプリ「伊東家の縁側」閉鎖。その後、本人のXにてAstro Voiceから離れることを発表した。

## 人物
愛称はとっと、イトケンなど。趣味・特技は作曲、ギター、ドラム。
また、プロフィールに記載はないがベースの演奏を行うことも出来る。21世紀Pとして投稿した楽曲内では、作詞・作曲のほか楽器の演奏も披露している。
小学校から高校1年生まで野球をしていたのもあり、大の野球好き。主だった贔屓球団はなく、「あえてあげるのであれば読売ジャイアンツ」としている。
高校時代に友人からの誘いでバンドに参加。野球とバンドを並行して続けていたが、野球部の顧問から「どちらかにするように」と選択を迫られ、結果としてバンド活動を選んだ。
ミュージカル・ディズニー好きでもあり、好きな舞台として「ビッグ・フィッシュ」、好きなディズニー作品として「ノートルダムの鐘」を挙げている。
俳優の岡本悠紀は幼稚園の同級生。自身のブログでも過去にツーショットを掲載している。
所属事務所81プロデュースの同期の大久保瑠美を非常に尊敬している。養成所時代に声優の心得を会話の中で学んだという自覚があり、今でも大久保に「あなたがいなければ、自分は残れていない」と話している。すると大久保からは「ギャラよこせ」と返されるという。

## 出演
太字はメインキャラクター。

### テレビアニメ
2014年
- ディーふらぐ!（生徒）
- プリパラ（男性）

2015年
- 俺物語!!（先鋒）
- かみさまみならい ヒミツのここたま（2015年 - 2016年、鈴木、航太の父）
- 銀魂゜（寺子屋の先生、男医者）
- 新あたしンち（2015年 - 2016年、プロの人、肉まん、カレー屋さんの店員、宅配の人、ナレーション 他）
- パンチライン（W1）

2016年
- 忍たま乱太郎（スッポンタケ忍者）
- マギ シンドバッドの冒険（兵士A）
- 名探偵コナン エピソード“ONE” 小さくなった名探偵（警官）
- 霊剣山（2016年 - 2017年、朱秦） - 2シリーズ

2017年
- アイドルマスター SideM（硲道夫）

2018年
- ヲタクに恋は難しい（二藤宏嵩）
- アイドルマスター SideM 理由あってMini!（硲道夫）
- SSSS.GRIDMAN（やまと） - 2023年に劇場総集編公開
- メルクストーリア -無気力少年と瓶の中の少女-（アンテル）

2019年
- パズドラ（ヒップホップ俺）
- 指先から本気の熱情-幼なじみは消防士-（2019年 - 2021年、水野颯馬） - 2シリーズ / 通常版
- アフリカのサラリーマン（メロン熊）

2020年
- SHOW BY ROCK!!（2020年 - 2021年、ヤス） - 2シリーズ
- ぬっしーアニメ（2020年 - 2021年、ぬっしー、ぬしおにいさん、ぬしえママ、ぬしベビー、ぬしばーちゃん） - 『沼にハマってきいてみた』番組枠内アニメ
- 巨人族の花嫁（水樹晃一）
- 『ヒプノシスマイク -Division Rap Battle-』Rhyme Anima（2020年 - 2023年、観音坂独歩） - 2シリーズ
- 大人にゃ恋の仕方がわからねぇ!（真島修二） - オンエア版
- まえせつ!（伊東健人〈声のみ〉）

2021年
- 2.43 清陰高校男子バレー部（小田伸一郎）
- ドラゴン、家を買う。（勇者）
- ワールドトリガー（2021年 - 2022年、外岡一斗）

2022年
- 異世界美少女受肉おじさんと（橘日向〈男〉）
- ぷちセカ（青柳冬弥）

2023年
- 人間不信の冒険者たちが世界を救うようです（ヘイル）
- マイホームヒーロー（間島恭一）
- 【推しの子】（2023年 - 2024年、雨宮吾郎〈ゴロー〉） - 2シリーズ
- マッシュル-MASHLE-（ワース・マドル）
- 魔法少女マジカルデストロイヤーズ（二代目オタクヒーロー）
- B-PROJECT〜熱烈*ラブコール〜（柏木文太）
- 豚のレバーは加熱しろ（2023年 - 2024年、ノット）
- Fate/Grand Order 藤丸立香はわからない「大忘年おたのしみ会2023」（ジェームズ・モリアーティ）

2024年
- 月が導く異世界道中 第二幕（イルムガンド）
- WIND BREAKER
- 神は遊戯に飢えている。（ダークス）
- となりの妖怪さん（一心）
- 鬼滅の刃 柱稽古編
- 黄昏アウトフォーカス（九条桐斗）
- 歴史に残る悪女になるぞ（ハドソン・エリック）

2025年
- 魔法使いの約束（ファウスト）
- 俺だけレベルアップな件 Season 2 -Arise from the Shadow-（イザ）
- ハニーレモンソーダ（唐沢）
- クラシック★スターズ（モーツァルト）
- 華Doll*-Reinterpretation of Flowering-（灯堂理人）

2026年
- 異世界の沙汰は社畜次第（近藤誠一郎）

### 劇場アニメ
- ハーモニー（2015年）
- 宇宙戦艦ヤマト2205　新たなる旅立ち 前章 -TAKE OFF- （2021年、坂本茂）
- 宇宙戦艦ヤマト2205　新たなる旅立ち 後章 -STASHA-（2022年、坂本茂）
- 怪盗クイーンはサーカスがお好き（2022年、岩清水慎太郎[43]）
- 特『刀剣乱舞-花丸-』～月ノ巻～（2022年、桑名江）
- 特『刀剣乱舞-花丸-』～華ノ巻～（2022年、桑名江）
- ヤマトよ永遠に REBEL3119 第一章 黒の侵略（2024年、坂本茂）
- ヤマトよ永遠に REBEL3119 第二章 赤日の出撃（2024年、坂本茂）
- 劇場版プロジェクトセカイ 壊れたセカイと歌えないミク（2025年、青柳冬弥[44]）
- ヒプノシスマイク -Division Rap Battle-（2025年、観音坂独歩）
- ヤマトよ永遠に REBEL3119 第三章 群青のアステロイド（2025年、坂本茂）
- ヤマトよ永遠に REBEL3199 第四章 水色の乙女（2025年、坂本茂）

### OVA
- ショコラの魔法（2013年、ほなみのマネージャー）
- 機動戦士ガンダム サンダーボルト（2015年、フーバー）
- NOBLESSE:Awakening（2016年、M‐18）
- ヲタクに恋は難しい（2019年 - 2021年、二藤宏嵩[45]） - 単行本第7巻・第10巻・第11巻OAD付き特装版

### Webアニメ
2010年代
- 中卒労働者から始める高校生活（2018年、一条新）

2020年
- オメテオトル≠HERO（ヒロ）

2021年
- おかあちゃんとかわいいネコちゃんず（わさび）
- ガラの悪い彼は投資家らしい（赤月昇）
- SEWING BROTHERS（服部向）

2022年
- きよねこっ（2022年 - 2023年、ゲームオーバー、マネージャー、野良猫C、通行人2）

2023年
- 崩壊:スターレイル ショートアニメ「玄黄」（2023年 - 2024年、丹恒）
  - 崩壊:スターレイル ショートアニメ「太平迎新歳」

-  Vivid BAD SQUAD - Journey to Bloom『RESOLVE』（青柳冬弥）

2024年
- Fate/Grand Order 藤丸立香はわからない Season2（ジェームズ・モリアーティ〔ルーラー〕）

2025年
- 新ＢＯＰへようこそ！（世戸和也）
- ハンドレッドノート（八重桜純）
- ディズニー ツイステッドワンダーランド ザ アニメーション（デイヴィス・クルーウェル）

### ゲーム
2013年
- 百年戦記 ユーロ・ヒストリア（シャルル五世）

2015年
- アイドルマスター SideM（2015年 - 2023年、硲道夫）
- 少女とドラゴン-幻獣契約クリプトラクト-（マッドハッター 他）
- 恋愛ドラマアプリ「教師たちの秘密の放課後」（物部理希也）

2016年
- イケメン幕末♢運命の恋〜華の都と恋の乱〜（高杉晋作）
- ユバのしるし（ディンシャ、イレス）

2017年
- キャプテン翼 〜たたかえドリームチーム〜（ファーラン）
- アイドルマスター SideM LIVE ON ST@GE!（2017年 - 2020年、硲道夫）
- ソウルリバースゼロ（フェルディア）
- 王子様のプロポーズ Eternal Kiss（マクシミリアン＝ルヴァンソワ）

2018年
- イケメンライブ 恋の歌をキミに（千草響一郎）
- シンエンレジスト（ザン）
- 消滅都市2（トラオム）
- ダンまつま!（ガンダルヴァヴェイン）
- クイズRPG 魔法使いと黒猫のウィズ（アヴェスタ）
- 武器よさらば（レオニダード）

2019年
- Op8♪（槙田詠祐）
- 禍つヴァールハイト（ハルス）
- 干支かれ〜十二支に猫が漏れた理由〜（右京）
- Alice Closet（シキ〈宇佐美志貴〉）
- シノアリス（イケボアンキ）
- テリアサーガ（アデル）
- ステラービース（カエサル）
- 三国志大戦（孫チン、陸遜、成済、ホウ林、関興、公孫瓚 他）
- Shadowverse（2019年 - 2020年、純鉄の英雄・ヨハン、森の隠者、鉄刃の悪鬼、トリニティモンスターズ、金鉱のネクロマンサー、激昂のバーサーカー）
- ヒーロー's パーク（ダフ / 時保充）
- アッシュと魔法の筆（ザック）
- カードファイト!! ヴァンガード エクス（藍千ソウマ）
- 社長、バトルの時間です!（エルナート・ヴァレット）
- 快感♥フレーズCLIMAX -NEXT GENERATION-（風龍）
- ワンダーグラビティ（トップギア）
- 魔法使いの約束（ファウスト）
- クロスクロニクル（クン、ジョーカー、ジン）
- 刀剣乱舞 ONLINE（2019年 - 2024年、桑名江）
- オルタンシア・サーガ -蒼の騎士団-（グレン）
- 外見至上主義（埼玉貴仁）
- ガール・カフェ・ガン（羅真）
- MONKEY KING ヒーロー・イズ・バック（刃狸A、刃狸B）

2020年
- SHOW BY ROCK!! Fes A Live（ヤス）
- ふろ恋 私だけの入浴執事（一宮和斗）
- ディズニー ツイステッドワンダーランド（デイヴィス・クルーウェル）
- ヒプノシスマイク -Alternative Rap Battle-（2020年 - 2024年、観音坂独歩）
- 聖剣伝説3 TRIALS of MANA（イーグル、ジン、シェイド）
- ドラゴンクエストX いばらの巫女と滅びの神 オンライン（ユシュカ）
- ブリガンダイン ルーナジア戦記（プルート）
- 茜さすセカイでキミと詠う（百目鬼）
- 明治活劇 ハイカラ流星組 -成敗しませう、世直し稼業-（松原銀之助）
- プロジェクトセカイ カラフルステージ! feat. 初音ミク（2020年 - 2024年、青柳冬弥）
- ホーンテッド・オバケストラ vol.1（イグナーツ・フォン・エンテルシュタイン）
- 一血卍傑-ONLINE-（ゴクウ）
- ピコットタウン（動物の鳴き声）
- ミトラスフィア -MITRASPHERE-（なりきりボイス、ミトラレンジャー）

2021年
- サンクタス戦記-GYEE-（月霊、水樹晃一）
- カルテットファンタジア（グレン）
- Caligula2（釣巻鐘太）
- 恋愛戦国ロマネスク 〜影武者姫は運命をあやなす〜（明智光秀）
- アイドルマスター SideM GROWING STARS（2021年 - 2023年、硲道夫）
- ファイアーエムブレム ヒーローズ（ウルフ、レナック）
- ラグナドール 妖しき皇帝と終焉の夜叉姫（牛頭）
- ウインドボーイズ！（御影池純太）
- 千銃士:Rhodoknight（ペンシルヴァニア）
- イドラ ファンタシースターサーガ（ランブリッジ）
- キャプテン翼ZERO～決めろ！ミラクルシュート～（稲船大地）
- ブラウンダスト（リンクロス）

2022年
- ホーンテッド・オバケストラ vol.2 Bianke（イグナーツ・フォン・エンテルシュタイン）
- Fate/Grand Order（2022年 - 2023年、ジェームズ・モリアーティ〔ルーラー〕）
- 僕と彼の危険な同居生活（陽向）
- 共闘ことばRPG コトダマン（バットーリョウ、ギルティアマト）
- ユアマジェスティ（クロード）
- 狼ゲームアナザー（新村コウ）

2023年
- シン・クロニクル（タイゼン、カイヤナ）
- モンスターストライク タワーオブスカイ（ライトウ）
- 干支かれ 〜Dead or 性格イケメン〜（右京）
- 崩壊:スターレイル（丹恒 / 丹恒・飲月）
- 結合男子（源朔）
- リバース:1999（ズィマー）
- 龍が如く7外伝 名を消した男
- アークナイツ（インサイダー）
- モダン建築クロニクル（大駒宗生）

2024年
- グランブルーファンタジー（セオドリク）
- クラッシュフィーバー（アーサー）
- グランドチェイス-次元の追跡者-（ブラムマシェル）
- 逆転オセロニア（カマリ）
- ヒプノシスマイク -Dream Rap Battle-（観音坂独歩）
- エンバーストーリア（鋼砕きのサバナ）
- Nintendo Switch版『ヒプノシスマイク -Alternative Rap Battle-』（観音坂独歩）
  - ヒプノシスマイク -Alternative Rap Battle- 1st period

2025年
- 時空の絵旅人（モリス）
- エアロスピリッツ（ジャスペ）
- あんさんぶるスターズ!! Basic / Music（青柳冬弥）
- WIND BREAKER 不良たちの英雄譚（男）
- ふろ恋 私だけの入浴執事 ドコモ スゴ得 コンテンツ®（一宮和斗）
- マッシュル-MASHLE- マッスルパズル（ワース・マドル）
- DIG-ROCK -Documentary of Youthful Sounds-（飛倉奏空）
- 空の軌跡 the 1st（ジャン）
- BEYBLADE X EVOBATTLE（白銀サーフェス）
- 虹彩都市（喰木紫苑）

2026年
- ハンサムロンダリング -the mystic lover-（風見琉佳）

時期未定
- コードジェム（惟宗直影）
- 千銃士:Rhodoknight for Nintendo Switch(仮)（ペンシルヴァニア）

### 吹き替え

#### 映画
- アイアンクラッド ブラッド・ウォー（イワン）
- Halo 4: Forward Unto Dawn（トーマス・ラスキー）
- アナーキー（ギデリアス）
- アポカリプス・トゥモロー（ジョエル）
- ワイルドガン（フランク・ティルマン）
- グースバンプス モンスターと秘密の書
- エスケープ・ルーム（アンダーソン）
- グースバンプス 呪われたハロウィーン（サム〈カリール・ハリス〉）
- The Witch 魔女（クィ・ゴンジャ〈チェ・ウシク〉[83]）
- サニー 永遠の仲間たち（ジュノ）
- ターミネーター:ニュー・フェイト（ディエゴ・ラモス〈ディエゴ・ボネータ〉[84]）
- ツイスターズ（ジェブ〈ダリル・マコーマック〉[85]）
- パイオニア（ヨルゲン）
- バック・トゥ・ザ・フューチャー（若者3、男子生徒）※BSジャパン版
- ビューティフル・クリーチャーズ（リンク）
- ムーンライト（薬の売人、テレンス）
- ラスト・サマー 〜この夏の先に〜（メイソン）
- ラストワールド（ジャック）
- 17歳の瞳に映る世界（ジャスパー）

#### ドラマ
- 愛の記憶はさえずりとともに
- インスティンクト -異常犯罪捜査-（警官）
- 恋するマンハッタン（デイブ）
- ゴシップガールシーズン1・2（マックス・ウルフ〈トーマス・ドハティ〉[86]）
- サイテーでサイコーの週末（パッチス）
- サム&キャット（DJ）
- STALKER : ストーカー犯罪特捜班（トレント・ウィルクス）
- 超能力ファミリー サンダーマン（ギデオン〈ケニー・リドワン〉）
- project MC2（カイル）
- 星から来たあなた（チョン・ユンジェ〈アン・ジェヒョン〉）
- マンハッタンに恋をして 〜キャリーの日記〜（ウィーバー）
- 私と彼とマンハッタン（コーヒー男 / コスプレ男）
- フラーハウス シーズン2 第3話（ショーン）
- タイニー・プリティ・シングス（オーレン・レノックス）

#### アニメ
- アドベンチャー・イン・アフリカ（トト・ケン）
- きかんしゃトーマス（2022年 - 、ジェームス）
  - きかんしゃトーマス ぼくのたいせつなともだち（2025年、ジェームス[87]））
  - きかんしゃトーマス サンタをさがせ! パーシーのクリスマス急行（2025年、ジェームス）
- トロン：ライジング（ベック）

### デジタルコミック
- キミのとなり。～年の差恋愛の事情～（2019年、立花秋人）
- ニッターズハイ!（2021年、金子天馬）
- APPLE（2021年、新宮サトシ）
- スタディー・グループ（2021年、ユン・ガミン）
- 雪と墨（2022年、常磐）
- おまえと恋なんか絶対ない（2022年、真北）
- コミュ障リーマンは恋の仕方がわかりません（2022年、日吉元春）[88]
- 真夏のサイレン（2023年、綾辻遼）[89]
- ボイスコミックライブ 公演A「一筋縄ではいかない恋特集」（2024年）[90][91]
  - ピンクとハバネロ（黒瀬彗）
  - お姉ちゃんの翠くん（雪代翠）
- 魔寄せ宮女、孤高の祓魔師に拾われました（2024年、梁宇航）
- Knights of Scarlet（2025年、アルの救世主）
- おっさんだけど聖女です（2025年、ヴィーラント）

### ドラマCD
- イケメン☆アルバム
- テイルズ オブ エクシリア2 双極のクロスロード（エレンピオス）
- THE IDOLM@STER SideMシリーズ（2015年 - 、硲道夫）
  - THE IDOLM@STER SideM ST@RTING LINE
    - 05 W
    - 06 S.E.M

  - THE IDOLM@STER SideM NEW STAGE EPISODE
    - 13 S.E.M
    - 14 彩

  - THE IDOLM@STER SideM GROWING SIGN@L
    - 13 S.E.M

  - THE IDOLM@STER SideM 49 ELEMENTS
    - 14 S.E.M

  - THE IDOLM@STER SideM CIRCLE OF DELIGHT
    - 15 S.E.M

  - THE IDOLM@STER SideM 10th ANNIVERSARY P@SSION
    - 12 S.E.M

  - THE IDOLM@STER SideM ～P@SSION CHALLENGE We are 315！～ MONTHLY THEME SONG
    - 01 S.E.M

  - THE IDOLM@STER SideM TRANSCENDENT T@LES 12
- ヲタクに恋は難しい（2016年 - 2021年、二藤宏嵩）
  - ヲタクに恋は難しい コミック第3巻アニメイト限定版特典ドラマCD
  - ヲタクに恋は難しい「VOICE GIFT」
  - ヲタクに恋は難しい コミック第11巻特装版付属OAD『社員旅行と願いごと』
- ヒプノシスマイク -Division Rap Battle-（2017年 - 、観音坂独歩）
- 『DOUBLE DARE STORIES』side NESH（2018年、namu / ナム）
- ゲーム「ホーンテッド・オバケストラ」アニメイトゲームス限定セット（2018年、イグナーツ）
- 華Doll*（2019年 - 、灯堂理人）
  - 華Doll* 1st season~Flowering~1巻「Birth」
  - 華Doll* 1st season~Flowering~2巻「Boxed」
  - 華Doll* 1st season~Flowering~3巻「IDOLls」
  - 華Doll* 1st season~Flowering~4巻「Message」
  - 華Doll* 1st season~Flowering~5巻「For...」
  - 華Doll* 2nd season INCOMPLICA:IU「Meet」
  - 華Doll* 2nd season INCOMPLICA:IU「INCOMPLICA:IT～ICON～」
  - 華Doll* 3rd season THINK OF ME:TELL
  - 華Doll* 3rd season THINK OF ME:FAKE
  - 華Doll* 3rd season THINK OF ME:NOTHING（ドラマパートのみ出演）
  - 華Doll* 3rd season THINK OF ME:OTHER
  - 華Doll* 3rd season THINK OF ME:ROOM
  - 華Doll* 3rd season THINK OF ME:MORE
  - 華Doll* 4th season Human or Doll: Q
  - 華Doll* 4th season Human or Doll: Species
  - 華Doll* 4th season Human or Doll:Echo
  - 華Doll* 4th season Human or Doll:Truth
  - 華Doll* Special Package
  - 華Doll* Special Package2
  - 華Doll* Anthos* -Behind The Frame-LIHITO&KAORU&SETSUNA
- A’s×Darling（2019年、飛倉奏空）[92]
  - A’s×Darling ―Dear My Honey！―
  - A’s×Darling ―Kiss you―
- 千銃士（2019年、ペンシルヴァニア）
  - 絶対高貴ソング＆ドラマCD Noble Recollections 01 ペンシルヴァニア
- DIG-ROCK（2019年 - 、飛倉奏空[93]）
  - DIG-ROCK Impish Crow Vol.1
  - DIG-ROCK Impish Crow Vol.2
  - DIG-ROCK Impish Crow Vol.3
  - DIG-ROCK ―BREAK TIME― Type：IC
  - DIG-ROCK ―DUEL FES― Vol.1 Type：RL
  - DIG-ROCK ―DUEL FES― Vol.1 Type：IC
  - DIG-ROCK ―BLUE―Type：IC
  - DIG-ROCK ―DICE―Type：IC
  - DIG-ROCK ―BREAK TIME in NY―Type：RL
  - DIG-ROCK ―BREAK TIME in NY―Type：IC
  - DIG-ROCK ―alive―Type：IC
  - DIG-ROCK ―signal― Vol.2
  - DIG-ROCK ―signal― Vol.3 Type：RL
  - DIG-ROCK ―signal― Vol.3 Type：IC
  - DIG-ROCK -BREAK TIME 3rd Season- Type:IC
- JAZZ-ON!（2019年 - 2022年、影山新）
  - JAZZ-ON! Sessions 「旅団仲間は信じても、ラクダの紐は縛っておけ」
  - JAZZ-ON! Sessions「星屑寄れば文殊の知恵」
  - JAZZ-ON! Sessions「開闢≠Beginning」
  - JAZZ-ON! 「Tone of Stars Beta」
- スクールバンドライフ（2020年、匡亀將永）
  - スクールバンドライフThe First Semester Side：和楽器バンド部
- 幕末男子 －新選組時空伝－（2020年、山南敬助）
- アニマルセラトピア（2020年 - 、ヒノキ）
  - 「アニマルセラトピア」うたとドラマCDシリーズ Vol.1
  - 「アニマルセラトピア」うたとドラマCDシリーズ Vol.2
  - 「アニマルセラトピア」うたとドラマCDシリーズ Vol.3
    - 「アニマルセラトピア」うたとドラマCDシリーズ Vol.3 アニメイト特典　バックヤードミニドラマCD Vol.3

  - 「アニマルセラトピア」うたとドラマCDシリーズ Vol.4
  - 「アニマルセラトピア」うたとドラマCDシリーズ Vol.5
- FLOW//RIDER（2020年、神来社与流）
  - FLOW//RIDER ドラマCD Vol．1 ―START　UP！―
- 僕ら的には理想の落語ドラマCD「僕ら的には理想のホール!?」（2022年、妄想亭和穏）
- DECO*27「MANNEQUIN」初回限定盤特典ドラマCD「ヴァンパイア」（2022年、鈴雪真白）
- PRELUDERS（2022年、三角智影）
  - ヒーローライセンス（High Five&S-quad)
  - I’m a HERO（High Five)
  - DGAF（S-quad)
  - PRELUDERSアルバム「By Your Side」
- 白井悠介アニバーサリーアルバム 11-ELEVEN-（2022年、ショートストーリーゲスト）
- シュテルン♪　～うた・ときめき・ありがとう～（2022年、亘）
- イロカレシピ ～ドS俳優、ナルシストアイドルと作る ノンフライチキン南蛮～（2022年、日埜希赤）
- 「～はんなり京都～　お通り男史」ドラマCD　烏丸・河原町編（2022年、烏丸）
- 劇場版 怪盗クイーンはサーカスがお好き DVD・Blu-ray 特典ドラマCD『岩清水刑事とRD』（2022年、岩清水慎太郎）
- ハンサムロンダリング（2023年、風見琉佳）
  - ハンサムロンダリング case.1
  - ハンサムロンダリング case.4
- Star Sign（2023年 - 、戌丸颯太）
  - Star Sign -birth- Type:TEAM01
  - Star Sign -mission- Vol.1、Vol.4
- イケボ商事 業務報告書 Vol.1～4 ～ようこそ妄想営業部へ❤VOICE DRAMA～（2023年、伊東ケント）
- Gray Sheep（2024年 - 、COLOR）
  - Gray Sheep EP01
  - Gray Sheep EP02
  - Gray Sheep EP03
  - Gray Sheep EP04
- 境界のメロディ（2024年 - 、弦巻キョウスケ）
  - 第1巻特装版ドラマCD
  - 第2巻特装版ドラマCD

### シチュエーションCD
- MUSIC WHISPER【眠れぬ夜にささやいて】the poetry reading by伊東健人（ルーク役）＆中島ヨシキ（カイト役）[94]
- 安眠朗読 今夜も眠らNight 幼馴染が読む「中島敦『山月記』」（水嶋修治、デジタルリリース）
- 冷酷社長の意地悪な溺愛～こじらせ幼なじみの独占愛～（藤堂 颯真、デジタルリリース）

### DJCD
- DJCD「土岐隼一のラジオ・喫茶トキノワ vol.1」（ゲスト）
- 「ラジオCD AGF2019出張版／ゆめラジ」
- 「ラジ友感謝祭シャッフルCD グラスリ：伊東健人＆深町寿成」
- 「ラジ友シャッフルCD2021 あなたをHにさせるラジオ」
- 「ラジ友シャッフルCD2022 teamV」
- 「斉藤壮馬・石川界人のダメじゃないラジオ 第9期」（アーカイブゲスト）
- 「ラジ友シャッフルCD2023 ネコさんチーム」
- 「ラジ友シャッフルCD2024 ワイバーン」
- WEBラジオ「サロン de いせしゃち」出張版（AnimateGirlsFestival2025 入場チケット有償特典）

### BLCD
2012年
- なんか、淫魔に憑かれちゃったんですけど（2012年 - 2014年、山崎）
  - なんか、淫魔が見えちゃってるんですけど

2013年
- Mrシークレットフロア（野中）

2014年
- マウリと竜（見世物小屋）

2015年
- ちびトラさんの大冒険（狼さんの仲間）
- できちゃった男子 波留日編（峰岡）
  - できちゃった男子 MAGAZINE BE×BOY 15年9月号付録（幸男）

2016年
- もういちど、なんどでも。（医者）
- それから、君を考える（同級生）
- さよなら恋人 またきて友だち（寸胴鍋）

2017年
- ネオンサイン・アンバー（西山）
- リア充の俺が、陰キャラの下僕になった話する?（小柳秋之）
- 理解できない彼との事（伴彬光）
- 私の知らない彼らのヒミツ（2017年-2020年、伊崎鷹宗）
  - 私の知らない彼らのデアイ

2018年
- シックな眼鏡と気になるカラダ（能勢日和）
- 僕らはそれを恋と呼ぶ（古河武）
- 前線基地から愛を込めて（シーザー）
- 恋するサノバビッチ（鏑木）
- 好物はこっそりかくして腹のなか（本郷コテツ）
- 妊男〜男子校で妊娠した俺。（黒羽智晴）
- アイドルだって恋をする Vol.1（小石川広夢）
- ワンコ系部下のしつけ方（中村草太）
- 柴くんとシェパードさん（犬養旺毅）
- どえす♥SWITCH（柴田良太）

2019年
- ノーカラーベイビー（洋一）
- 本日もペット日和2 浦垣康太の場合（白カガチ(ましろ)）
- 恋する鉄面皮（北川諒之）
- ドラッグレス・セックス【杉野と桧木】（桧木透）
- オオカミくんはこわくない（2019年-2020年、司馬駿匡）
  - サラブレッドはなびかない（司馬駿匡）

- 捨てないでマイヒーロー（華咲あずさ）
- 黒か白か（鷲宮慎）
  - 黒か白か2（鷲宮慎（姫宮慎））

- 僕らの恋と青春のすべて case:04 保健室の僕ら（2019年-2022年、響木秋音）
  - 僕らの恋と青春のすべて 保健室の僕ら 特装版 CD付
  - 僕らの恋と青春のすべて case:06 修学旅行の僕ら

- LOVE HOLE 202号室 〜うっかり☆ナイトフィーバー〜（今野由桔也）
- ララの結婚（タシ）
- ミルクがでちゃう（悠希）

2020年
- 好きでごめん。（田宮晃太）
- 巨人族の花嫁（水城晃一） - 単行本1巻特装版に付属、ドラマCD単品
- あの日の放課後、僕たちは 二人が近づくトワイライト（藍羽皓太）
- あばれんぼハニー（満郎）
- 二代目！地獄ブラザーズ（泰山）
- 心中するまで、待っててね。（豊永福太）

2021年
- えっちは週7希望ですっ！（2021年ー2023年、五十嵐恭介）
  - もっと！えっちは週７希望ですっ！

- 鬼上司・獄寺さんは暴かれたい。（2021年－2025年、庄司圭太）
  - 鬼上司・獄寺さんは暴かれたい。2
  - 鬼上司・獄寺さんは暴かれたい。3
  - 鬼上司・獄寺さんは暴かれたい。4
  - 鬼上司・獄寺さんは暴かれたい。単行本5巻特装版特典ドラマ音声
  - 鬼上司・獄寺さんは暴かれたい。5

- 推しと寝てしまったんだが？（ゆき）
- おすわり、よくできました（支倉秀士）
- トンでもない俺のα（真澄比呂）
- コスメティック・プレイラバー（2021年－2024年、佐橋斗真）
  - コスメティック・プレイラバー2

2022年
- 宵宵モノローグ（九条桐斗）
  - 黄昏アウトフォーカス long take

- ドSな裏アカ男子くん（有村桜季）
- 僕と彼の危険な同居生活（陽向）
  - 淫乱ギャングにご用心
  - 詐欺師のミステリアスな愛情
  - 素直になれない身長差

- 息できないのは君のせい2（2022年－2023年、柴崎伊織）
  - 息できないのは君のせい3
  - 息できないのは君のせい4

- 男子高校生、はじめての（2022年－2025年、海島漣）
  - 男子高校生、はじめての　第15弾　部活の後輩はガチ恋している
  - 男子高校生、はじめての　5th after Disc ～Going on～

2023年
- 淫魔くんデリバリー（小寺貴明）

2024年
- 金銀ささめくひみつは夜（ミカド・スカラ）

2025年
- レトリック（須藤蓮）
- こっち向いてグレア（アル） - 単行本上巻特装版付属ミニボイスドラマ

### 朗読CD
- 朗読喫茶 噺の籠 ～あらすじで聴く文学全集～ 『風立ちぬ』（朗読）
- 朗読喫茶 噺の籠 ～あらすじで聴く文学全集～ 『よだかの星』（朗読）

### オーディオブック
- 盗難（2024年）
- 令和 一人二役（2024年）
- 影（2024年）

### オーディオドラマ
2019年
- 空飛ぶ卵の右舷砲 1〜3（2019年 - 2022年、ヤブサメ）
- 最強職《竜騎士》から初級職《運び屋》になったのに、なぜか勇者達から頼られてます 1〜2（2019年 - 2022年、ファング）

2020年
- 初恋芸人（佐藤賢治）

2021年
- ヴァンパイア探偵　禁断の運命の血（2021年、桃田遊馬）
  - ヴァンパイア探偵２　戦慄の血塗られし狩人（2024年、桃田遊馬）

- 結婚が前提のラブコメ（白城縁太郎）
- 夜に駆ける（僕）
- 真夜中男子めし（2021年 - 2023年、須藤晶）
- プロジェクトセカイ カラフルステージ! feat. 初音ミク ボイスドラマ（2021年 - 2022年、青柳冬弥） - 3作品

2022年
- ハナシマさん（氷堂恭也 ほか）
- 最後の医者は桜を見上げて君を想う（桐子修司）
- 白間美瑠のサクラバシ919「ユアマジェスティ ボイスドラマ」（クロード）

2023年
- 正欲（諸橋大也）
- パパ活ＪＫの弱みを握ったので、犬の散歩をお願いしてみた。（梶野了）
- オーディオミュージカル「星月夜」（テオドルス・ヴァン・ゴッホ）
- 箱入り神子をかどわかす（平岡権太郎）
- イケボ配信者は俺狙い!?（荒屋敷草次郎 / ソウジロウ）
  - 君のお耳とココロを癒すラジオ（2023年 - 2024年、荒屋敷草次郎 / ソウジロウ）

- シャルル オーディオドラマ「エレジー」
- アイドルマスター SideM「315 PASSION CONTENTS」（2023年 - 2025年、硲道夫） - 5作品

2024年
- ラブカは静かに弓を持つ（浅葉桜太郎）
- ミニドラマ「アニマルセラトピア～ふみだすための選択～」（ヒノキ）
- HYPSTER SPECIAL DRAMA TRACK Vol.3（観音坂独歩）
- Voice Calendar Story of 365 days Star words～ホシコトバ～ chapter．CLUB（クラブのエース）

2025年
- ウルドラ（B太）
- クラシック★スターズ（モーツァルト）
  - ショパンの音楽家講座 第01回『ヴォルフガング・アマデウス・モーツァルトについて』
  - After Emotion 02『音楽について』
  - After Emotion 06『いつかの約束』
  - After Emotion 10『幸せになる才能』
  - After Emotion 12『パルフェ』
  - クラシック★スターズ character song album Disc2
    - 第1話「お前では意味がない」
    - 第2話「週末のブランチ」
    - 第7話「はじめてのオファー！」

- 彼が早く帰る理由
  - 野額編 Vol.1（野額渉）
  - 叉木編 Vol.1（千歳）

- アイドルマスター SideM×KING OF PRISM（硲道夫）
  - 煌めくプリズムスタァと共演?!編
  - 君と紡ぐ物語 ドラマ撮影編～プロローグ～

### 特撮
- 魔法×戦士 マジマジョピュアーズ!（ギター（声））

### 映像番組
- パズルの王子様（顔出し出演）
- 押忍!声優道場!!（顔出し出演）
- 声優戦隊ボイストーム7（顔出し出演・主題歌 ※soffive[メンバー 1]として）
- Let's天才てれびくん （はくばまる）
- NAOMIの部屋（MVのみ出演）
- ジュリーのへや（2017年、ガス）※Netflix制作/配信の子供向け教養番組
- 世界ふれあい街歩き（2017年、ボイスオーバー）
- 沼にハマってきいてみた（2018年 - 、ぬっしー）
- 沼にハマってきいてみた（2021年12月7日、2023年11月4日、2023年12月16日、2024年1月20日 NHKEテレ ※顔出し出演）
- あけおめ！声優大集合（2018年12月31日、※顔出し出演）
- 伊東健人・狩野翔のスイどう（2018年 - 2024年、ニコニコ生放送）
- みんなで語る番組 かたりぽTV まっち×ボイス♪（2019年4月13日・5月4日、TOKYO MX ※顔出し出演）[116][117][118][119]
- オールナイト声優フジ -ALLNIGHT SAY YOU FUJI- (2021年、フジテレビTWO ※顔出し出演） [120]
- オールナイト声優フジ 第7夜（2023年、FOD ※顔出し出演）
- 声優パーク建設計画VR部　バーチャル六本木　夏SP（2021年、テレビ朝日 ※顔出し出演）
- 伊東健人の夜更かしゲームTV（2020年 - 、OPENREC.tv ※顔出し出演）
- 伊東健人のとっとクラブ（2020年 - 2022年、ニコニコ生放送 ※顔出し出演）
- 伊東健人の「俺がMCすることになった番組、ラノベにMVつけるとか言ってるんだが！？」（2021年 - 2022年、ニコニコ生放送 ※顔出し出演）
- アサデス。（2022年1月18日・1月25日、2024年3月19日・2024年3月26日 九州朝日放送 ※宮田俊哉との対談コーナー・顔出し出演）
- 有野屋書店（2022年 - 、FOD  ※顔出し出演）
- EXITV！～FODの新作・名作をPon！Pon！見せまくり！！（2022年7月21日・8月4日、フジテレビ ※顔出し出演）
- musicるTV（2023年2月6日・2月13日、テレビ朝日 ※顔出し出演）
- 推しメンの推し活 #2～声優・伊東健人～（2023年3月28日、GAORA SPORTS ※顔出し出演）
- 1万人が選ぶ！ついに決定！令和vs平成vs昭和アニソンランキング(2023年10月7日、テレビ朝日 ※顔出し出演)
- オーイシマサヨシ×鈴木愛理のアニソン神曲カバーでしょdeショー!!（2023年12月21日、テレビ朝日 ※顔出し出演）
- Artist #18 File（2024年4月の特集アーティスト、TOKYO MX 他 ※顔出し出演）
- あんた売れないわよ！（2024年10月20日、テレビ神奈川 他 ※顔出し出演）[12]
- 俺旅！シーズン2（2024年、テレビ神奈川 他 ※顔出し出演）
- newsランナー（2025年5月14日、カンテレ ※17時台コーナー「ランナーマガジン」・顔出し出演）
- アニゲー☆イレブン！第490回（2025年5月16日、BS11 ※顔出し出演）
- R指定アニメ！#36 『ヲタクに恋は難しい』生放送スペシャル（2025年5月25日、AT-X ※顔出し出演）

### テレビドラマ
- セカイ系バラエティ 僕声 シーズン2[121]（2019年1月 - 2019年3月、WOWOW・TOKYO MX）
- ニューウェーブアワー『とある金曜日、LINEの中で』（2019年9月13日、TOKYO MX） - 悠太役 ※顔出し出演[122]
- 僕ら的には理想の落語（2021年1月-3月、TOKYO MX） - 妄想亭和穏役 ※顔出し出演

### ラジオ
※はインターネット配信。
- 伊東健人と中島ヨシキがあなたを夢中にさせるラジオ〜ゆめラジ〜（2016年 - 、ラジ友、ニコニコ動画、YouTube、OPENREC.tv※）
- アイドルマスター SideM ラジオ 315プロNight!（2017年、ニコニコ生放送※）
- 月刊 新・男前通信2月号〜月刊 伊東健人（2018年、文化放送モバイルplus※）
- ヲタ恋ラジヲ〜ラジオは専門外ですけどがんばります。〜（2018年、超!A&G+※）[123]
- MAN TWO MONTH RADIO 伊東健人のI to You from Tokyo（2018年、AG-ON Premium※・超!A&G+※）[124]
- ここで1曲聴いて下さい。伊東健人で、ラジオ。（2018年、マンガPark※）
- 81 Wednesday! 伊東健人のヒーリングトーキング （2019年、TS ONE UNITED）
- ComicFesta Radio 指先から本気のラジオ-パーソナリティは伊東健人-（2019年、音泉※）
- コミックシーモアpresents 伊東健人と選ぶ! 電子コミック大賞（2019年、ニコニコ動画※、YouTube※）
- 週刊秋田書店 ラジオ編集部（2020年 - 、文化放送・超!A&G+※、A&G TRIBAL RADIO エジソン内）
- 徳井青空のあにげっちゅ → あにげっちゅ （2020年 - 2022年、NHKラジオ第1）
- ComicFesta Radio 大人にゃ恋の仕方がわからねぇ！けど、ラジオの仕方はわかるはず！（2020年、音泉※）
- 魔法使いの約束ラジオ～こちら魔法舎談話室～（2022年・2023年 - 2024年、音泉、YouTube※）

### ラジオドラマ
- らじどらッ！〜夜のドラマハウス〜 #8（2015年、タカミザワ）

### CM
- ポーの一族～春の夢～
- Z会WebCM「ハードモードを選ぶ、きみへ。」篇・「脳の動かし方を変えよう」篇（ナレーション）[125]
- ファイナルファンタジーXIV CMシリーズ「CHOOSE YOUR LIFE」第二弾・第三弾（主人公（男）・ナレーション）[126]
- 映画「風をつかまえた少年」予告編 （ナレーション）[127]
- ピコットタウン（ナレーション）[128]
- 花王ビオレ朝ジュレ「AIミラーからのオススメ」篇（ナレーション）
- 映画「クルエラ」（ナレーション）
- 「Disney 声の王子様 Voice Stars Dream Live 2021」（ナレーション）
- 映画「法廷遊戯」（特報映像・劇場CMナレーション・ファイナル予告）
- 映画「カラオケ行こ！」（特報映像ナレーション）
- スマートフォンアプリ「アークナイツ」復刻『空想の花庭』（インサイダー）
- WebCM「寧々の結婚」（鮫島馨）

### PV
- ヲタクに恋は難しい  （2017年 - 2021年）（二藤宏嵩）[129]
- 経済産業省チャンネル（YouTube）省エネ戦国武将「上杉謙信と毘沙門天」「徳川家康と井伊直政」「豊臣秀吉と千利休」（毘沙門天、他）[130]
- 先輩がウザい後輩の話（2018年）（部長、他）[131]
- 大人にゃ恋の仕方がわからねぇ！（YouTube）（真島修二）
- 確かめよう労働条件 厚生労働省チャンネル（YouTube）（リョウ）
- 夢中さ、きみに。PV「かわいい人」（江間）
- 森永乳業PARM パルム逆食レポ 今宵あなたをいただきます「包容力あふれる大人の癒し系パルム」編（パルムアフォガート）[132]
- おかやまVTuberももことキビト[133]（キビト）
- Sony presents「One Point Story」第6回（ナビゲーター）
- キッコーマンホッ豆乳ラブストーリー（そのまま男子）
- あをによし、それもよし[134]（山上）
- さくらインターネット【過剰演出アニメ】ごめんなさい。色々と美化し過ぎちゃいました。 「世界一のバイクが出来るまで」（ムゲン）
- 『AIスピーカーと独身サラリーマン』PV（谷口鋼一朗）
- 『アカガネの子』PV（朱星）
- 『異世界の沙汰は社畜次第』PV（近藤誠一郎）
- 丸大食品『おうちで焼き立て 塩パンあんマーガリンサンド劇場』（アンリ）
- 『ニッターズハイ!』PV（金子天馬）
- 『純白令嬢の諜報員』PV（ラプター）[135]
- 『マリッジトキシン』PV（下呂ヒカル）
- 『准教授・高槻彰良の推察』PV（高槻彰良）[136]
- 『ガス灯野良犬探偵団』PV（ホームズ）
- 『マリアライカヴァージン』PV（マリア）
- 『王都の行き止まりカフェ『隠れ家』』PV（ヘンリー）
- 『鬼上司・獄寺さんは暴かれたい。展』PV（庄司圭太）
- 『姫の夫は毎晩変わる』PV（リバンペル）

### ナレーション
- おはよう日本朝ごはんの現場
- 特番『みんなの卒業式』
- 「あいせき列車只見線～小出で恋して 会津を愛して～」（予告ムービーナレーション）
- 「pixiv comic station」
- 「ハロドリ。」（2023年7月10日、2024年8月19日放送回代理ナレーション）
- 「推しメンの推し活 #1～声優・江口拓也～」

### 音声ガイド
- 道の駅富士川楽座プラネタリウム「ポラリスの導きと天からの光」
- 「ボテロ展 ふくよかな魔法」
- 「秘仏とパワースポットを巡る旅」
- 「Photoshopクリエイターギャラリー」（7号車 NODACT）
- 「パウル・クレー展——創造をめぐる星座」

### 映像商品
- THE IDOLM@STER SideM 1st STAGE 〜ST@RTING!〜（2016年7月13日）
- THE IDOLM@STER SideM 2nd STAGE 〜ORIGIN@L STARS〜（2017年9月13日）
- 伊東健人と中島ヨシキがあなたを夢中にさせるDVD（2017年10月20日）
- Animelo Summer Live 2017-THE CARD-8.27（2018年3月28日）
- THE IDOLM@STER SideM GREETING TOUR 2017 〜BEYOND THE DREAM〜（2018年4月25日）
- THE IDOLM@STER SideM Five-St@r Party!!（2018年9月26日）
- 伊東健人と中島ヨシキが夢中になるDVD（2018年9月28日）
- THE IDOLM@STER SideM 3rdLIVE TOUR 〜GLORIOUS ST@GE〜 LIVE Blu-ray Side MAKUHARI（2018年11月7日）
- THE IDOLM@STER SideM 3rdLIVE TOUR 〜GLORIOUS ST@GE!〜 LIVE Blu-ray　Side FUKUOKA（2019年2月20日）
- THE IDOLM@STER SideM 3rdLIVE TOUR 〜GLORIOUS ST@GE!〜 LIVE Blu-ray　Side SHIZUOKA（2019年3月27日）
- Animelo Summer Live 2018 "OK!"-08.25（2019年3月27日）
- ヒプノシスマイク-Division Rap Battle- 1st FULL ALBUM「Enter the Hypnosis Microphone」初回限定LIVE盤（2019年4月24日）
- UMake 2nd Live 〜Voyage〜（2019年6月26日）
- 極上文學「こゝろ」（2019年6月26日）
- セカイ系バラエティ 僕声シーズン2 DVD-BOX（2019年7月3日）
- 『伊東健人・狩野翔のスイどう』Vol.1〜初めての包丁〜（2019年8月）
- ゆめラジDVD3 伊東健人と中島ヨシキが夢中になるDVD2 〜軽井沢編〜（2019年8月28日）
- THE IDOLM@STER SideM PRODUCER MEETING  315 SP＠RKLING TIME WITH ALL!!! EVENT（2019年11月6日）
- THE IDOLM@STER SideM 4th STAGE TRE@SURE GATE（2019年12月18日）
- ヒプノシスマイク -Division Rap Battle-4th LIVE@オオサカ《Welcome to our Hood》（2020年3月25日）
- UMake 3rd Live 〜TRIPPERS!!〜（2020年6月26日）
- ヒプノシスマイク-Division Rap Battle- 5th LIVE＠AbemaTV《SIX SHOTS UNTIL THE DOME》（2020年8月19日）
- radiotomo presents art sonic FES.20（2021年4月30日）
- ヒプノシスマイク -Division Rap Battle- 6th LIVE 2ndD.R.B 1st Battle・2nd Battle・3rd Battle（2021年7月14日）
- THE IDOLM@STER SideM PRODUCER MEETING WELCOME TO PLEASURE 315 G＠RDEN!!! EVENT Blu-ray（2021年11月3日）
- Disney 声の王子様 Voice Stars Dream Live 2021（2021年11月19日）
- ヒプノシスマイク -Division Rap Battle- 7th LIVE SUMMIT OF DIVISIONS（2021年12月15日）
- 華Doll* 7 Meet A Anthos* Stage Event 2021（2021年12月24日）
- UMake 4th Live Love -Tokyo-（2022年3月25日）
- Animelo Summer Live 2021 –COLORS-（2022年4月5日）
- THE IDOLM@STER SideM 6thLIVE TOUR ～NEXT DESTIN@TION!～ Side TOKYO LIVE Blu-ray（2022年9月28日）
- 伊東健人と中島ヨシキが夢中になるDVD3 ～金沢旅～（2022年9月30日）
- THE IDOLM@STER SideM PRODUCER MEETING 315 BE@T OF PASSION FESTIVAL!!! EVENT Blu-ray（2022年11月9日）
- 万歳！ゆめのコメディ演劇祭！上巻（2022年12月18日）
- 華Doll -INCOMPLICA- Anthos* Stage Event 2022（2023年2月10日）
- ヒプノシスマイク-Division Rap Battle- 8th LIVE CONNECT THE LINE（2023年3月15日）
- 白井悠介スペシャルイベント「11-ELEVEN-」（2023年8月23日）
- THE IDOLM@STER SideM PASSIONABLE READING SHOW ー超常事変～対立スル正義～ー EVENT Blu-ray（2023年11月29日）
- 華Doll* -Behind The Frame- Anthos* Stage Event 2023（2024年2月16日）
- ヒプノシスマイク -Division Rap Battle- 9th LIVE ≪ZERO OUT≫（2024年3月6日）
- THE IDOLM@STER SideM 8th STAGE ～ALL H@NDS TOGETHER～ LIVE Blu-ray（2024年7月10日）
- 江戸川乱歩の世界 朗読劇「幻燈の獏」（2024年9月）
- プロジェクトセカイ カラフルステージ! feat. 初音ミク セカイシンフォニー Symphony 2024 Live Blu-ray（2024年11月27日）
- 「B-PROJECT ～熱烈＊ラブコール～」BRANDNEW＊PARTY（2024年12月18日）
- 舞台『LIAR GAME murder mystery』「爆発廃工場 〜犯人の挑戦状〜」/「首切りホテル ～最後の夜宴～」（2024年12月末日）
- 幻調乱歩3「東京ニュートロン曠野」（2025年1月）
- 俺旅！～ソウル～ 伊東健人×西山宏太朗 前編・後編（2025年1月15日）
- ヒプノシスマイク -Division Rap Battle- 10th LIVE ≪LIVE ANIMA≫（2025年1月22日）
- 華Doll* -Air Quotes- Anthos* Stage Event 2024（2025年3月7日）
- THE IDOLM@STER SideM 9th STAGE ～MIR＠-CIRCLE CRESCENDO～ LIVE Blu-ray（2025年3月12日）
- Animelo Summer Live 2024 -Stargazer- 8/30（2025年3月26日）
- UMake LIVE 2024 BEYOND OF ATMOSPHERE（2025年3月26日）
- 舞台「あんた売れないわよ！」+1.0
- ヒプノシスマイク -Division Rap Battle- ディビジョン・ファンミーティング 麻天狼（2025年10月29日　※ HYPSTER限定発売）
- THE IDOLM@STER SideM 10th ANNIVERSARY MEETING ～P@SSION UP!!!～ EVENT Blu-ray（2025年12月3日）
- THE IDOLM@STER SideM 10th ANNIVERSARY ST@GE ～P@SSION-ING!!!～ LIVE Blu-ray（2026年5月27日）

### 書籍
- UMake Photo Book Encounter（2019年3月7日）
- 文豪ノスタルジア 宮沢賢治×伊東健人・駒田航 注文の多い料理店（2019年10月5日）
- TVガイドVOICE STARS presents 「Documentary of UMake 3rd Live 〜TRIPPERS!!〜」（2020年）
- 伊東健人フォトブック「step」（2020年9月18日）
- 白井悠介1stフォトエッセイ なんとかなるさ（2020年10月22日、白井悠介との特別対談掲載）
- 駒田航のKomastagram 1st PHOTO FRAME（2020年11月13日、駒田航のKomastagram第11回ゲストとして写真掲載）
- 「僕ら的には理想の落語」オフィシャルBOOK（2021年3月26日）
- 君と旅する日曜日 vol.3 伊東健人（2021年9月16日）
- UMake 4th Live Tour Love Official Photo Book 無限の愛を、歌に込めて（2021年12月24日）
- The Loulou*di Encyclopedia（2024年12月27日、出演イベント映像収録）

### 電子書籍
- Twilight（2024年6月10日）

### 朗読
- 81LIVE SALON ～声瞬～
  - 第1回「81LIVE SALON～声瞬～ キモチ、伝える produce by motokichi」（2015年9月26日、81LIVE SALON）
  - 第6回「81LIVE SALON～声瞬～ 五人は無限大」（2015年11月28日、81LIVE SALON）
  - 第22回「81LIVESALON～声瞬～ 渡せなかったチョコレート produce by motokichi」（2017年2月25日、81LIVE SALON）
  - 第39回「81LIVE SALON～声瞬～ クリスマスは貴方と… vol.3　produce by motokichi」（2017年12月23日、81LIVE SALON）
- ミュージックドラマライブ「Letters from Tokyo」（2016年1月10日、都市センターホテル 3Fコスモスホール）
- ニッポン朗読アカデミー・課外授業「朗読劇TARO〜語り継がれし物語・異聞〜」（2016年11月1日・4日、DDD青山クロスシアター）
- ニッポン朗読アカデミー・課外授業「シンデレラ裁判～愛は赤い毒～」（2017年5月20日・27日、文化放送メディアプラスホール）
- 声の優れた俳優によるドラマリーディング日本文学名作選vol.5「銀河鉄道の夜」（2017年10月19日・20日、TOKYO FM HALL）
- 洗足学園フェスティバル2017「POWER OF VOICE ～朗読から落語、無声映画まで Vol.2～」（2017年11月11日、洗足学園音楽大学）
- ニッポン朗読アカデミー・プレビュー公演　朗読劇「謎解きはディナーのあとで」（2017年11月23日・24日、ニッポン放送 イマジンスタジオ）
- 三好りえプロデュース 朗読イベント「心接」（2018年3月3日・4日、TACCS1179）
- ニッポン朗読アカデミー　朗読劇「謎解きはディナーのあとで～二股にはお気をつけください～」（2018年4月26日・27日、銀座博品館劇場）
- ニッポン朗読アカデミー　朗読劇「謎解きはディナーのあとで～犯人に毒を与えないでください～」（2018年5月5日、銀座博品館劇場）
- 朗読で描く海外名作シリーズ「シラノ」（2018年8月7日・14日・15日、TOKYO FM HALL）
- 奏劇「ライフ・コンチェルト」ある教誨師の物語～死刑執行までのカウントダウン（2018年9月1日・2日、紀伊国屋ホール）
- 声の優れた俳優によるドラマリーディング 日本文学名作選 第七弾「三つの愛と、殺人－芥川 太宰 安吾－」（2018年10月10日、紀伊国屋サザンシアター TAKASHIMAYA）
- 興福寺中金堂落慶記念特別公演 第38回世界遺産劇場/フェスティバル奈良 声優によるドラマリーディング 日本文学傑作選 朗読劇『こゝろ』（2018年10月14日、興福寺中金堂前庭 特設舞台）
- 本格文學読演劇 極上文學 第13弾「こゝろ」（2018年12月18日、紀伊国屋サザンシアター TAKASHIMAYA）
- 音楽朗読劇「ザ・グレイト・ギャツビー」（2019年1月12日・14日、TOKYO FM HALL）
- 朗読劇「NO TRAVEL, NO LIFE」（2019年1月13日、シダックスカルチャーホール）
- ニッポン朗読アカデミー　朗読劇「スマホを落としただけなのに」（2019年1月29日・2月3日、銀座博品館劇場）
- 声の優れた俳優によるドラマリーディング 海外文学名作選 第一弾「ハムレット」（2019年1月31日、紀伊国屋サザンシアター TAKASHIMAYA）
- 声の優れた俳優によるドラマリーディング 日本文学名作選 第八弾「草枕―漱石とグールド―」（2019年2月7日、紀伊国屋サザンシアター TAKASHIMAYA）
- 朗読劇「弘兼憲史・四季のドラマ オーディオコミックシアター  「黄昏流星群」Vol.3」（2019年2月14日、eplus LIVING ROOM CAFE&DINING）
- 朗読劇 出雲大社ご遷宮完遂記念ご奉納 スサノオ・ファンタジア－現代の語り部、声優による日本神話の世界朗読劇「古事記－出雲国神話集－」（2019年3月2日、出雲大社）
- 声の優れた俳優によるドラマリーディング　日本文学名作選　第九弾「こゝろ」（2019年5月1日・2日、紀伊国屋サザンシアター TAKASHIMAYA）
- 朗読で描く海外名作シリーズ「ザ・グレイト・ギャツビー」（再演）（2019年6月2日、ニューピアホール）
- 朗読劇「私の頭の中の消しゴム 11th Letter」（2019年6月6日・12日、よみうり大手町ホール）
- 81プロデュース&eplus LIVING ROOM CAFÉ&DINING Presents 「THE ROUDOKU」（2019年7月24日、eplus LIVING ROOM CAFÉ&DINING）
- 朗読で描く海外名作シリーズ 音楽朗読劇 「レ・ミゼラブル」（2019年8月7日・9日・11日、TOKYO FM HALL）
- 日本の古典シリーズ 朗読劇「源氏物語〜奥ゆかしき恋の果て〜」（2019年8月22日・23日、TOKYO FM HALL）
- 音楽朗読劇「ジキル vs ハイド」（2019年11月30日、神奈川県立青少年センター）
- 朗読で描く海外名作シリーズ 音楽朗読劇「レ・ミゼラブル」（2019年12月13日・14日、サンシャイン劇場）
- 朗読劇「スマホを落としただけなのに 囚われの殺人鬼」（2020年1月13日・15日・17日、銀座博品館劇場）
- 弘兼憲史・四季のドラマ　オーディオコミックシアター「黄昏流星群」Vol.4（2020年2月3日、eplus LIVING ROOM CAFE&DINING）
- 朗読で描く海外名作シリーズ 音楽朗読劇「嵐が丘」（2020年2月19日、TOKYO FM HALL）
- 恋愛シミュレーション朗読劇!恋ドク第2弾「君を守る。そんなの猫飯前さ…」（2020年2月21日、成増アクトホール）
- 朗読劇「タチヨミ 第七巻」（2020年9月17日、草月会館 草月ホール）
- 配信朗読劇「令和 人間椅子」（2020年10月14日）
- 声のプロフェッショナルが奏でる日本文学「吾輩は猫である－はじまりの漱石－」（2020年10月27日、紀伊国屋サザンシアター TAKASHIMAYA）
- 声のプロフェッショナルが奏でるリーディングシェイクスピア「マクベス」（2020年11月28日、サンシャイン劇場）
- 声優が魅了する日本怪談話「流離う魂―小泉八雲の世界―」（2020年12月23日、紀伊国屋サザンシアター TAKASHIMAYA）
- 朗読で描くミステリー「シャーロック・ホームズ～特別なあの人～」（2021年1月7日、紀伊国屋サザンシアター TAKASHIMAYA）
- 朗読劇「スマホを落としただけなのに 戦慄のメガロポリス」（2021年3月11日・12日、銀座博品館劇場）
- 声のプロフェッショナルが奏でる リーディングシェイクスピア 「ロミオとジュリエット」（再演）（2021年4月17日、昭和音楽大学 テアトロ・ジーリオ・ショウワ）
- 朗読で描く海外名作シリーズ　音楽朗読劇 「レ・ミゼラブル」（2021年7月17日、KAAT神奈川芸術劇場ホール）
- 全国5大都市ツアー　朗読劇「三国志」～誓いの調べ～ 札幌公演 / 名古屋公演（2021年10月9日、Zepp Sapporo / 2021年10月24日、Zepp Nagoya）
- THE ROUDOKU2「ヴァンパイア探偵--禁断の運命の血--」（2021年10月20日、Theater Mixa）
- 朗読で描く海外名作シリーズ　音楽朗読劇「モンテ・クリスト伯」（2021年11月13日、紀伊国屋ホール）
- リーディングシング「F ショパンとリスト」（2021年11月27日、全電通ホール）
- 朗読劇「君の小説に登場する僕は」（2022年5月4日・8日、TOKYO FM HALL）
- オールナイトニッポン55周年記念公演 朗読劇「太陽のかわりに音楽を。2022」（2022年5月13日・14日、銀座博品館劇場）
- 扉をあけるその先に～北斎からドビュッシーまで、響く波の広がり～[137]（2022年7月16日、すみだトリフォニーホール 小ホール）
- 音楽朗読劇「フェルメール・ブルー」（2022年8月5日、TOKYO FM HALL ※昼の部のみ代役出演）
- 江戸川乱歩の世界 朗読劇「幻燈の獏」（2022年8月13日、イイノホール ※代役出演）
- アニマックス朗読劇「ハニーレモンソーダ」（2022年9月10日、ヒューリックホール東京）
- 朗読劇「君の膵臓をたべたい」（2022年12月10日・11日、ニッショーホール）
- アクション朗読劇「怪盗探偵 山猫～黒羊の挽歌～」（2023年1月15日、ニッショーホール）
- READING MUSEUM「後宮衛士隊」（2023年1月22日、サンシャイン劇場）
- 声優星空プラネタリウム ほし×こえ「スカイライター」さいたま公演② / 盛岡公演（2023年2月11日、さいたま市宇宙劇場 / 2023年2月25日、盛岡市子ども科学館）
- THE IDOLM@STER SideM PASSIONABLE READING SHOW -超常事変〜対立スル正義〜-（2023年3月11日、武蔵野の森総合スポーツプラザ メインアリーナ） - 硲道夫 役[138]
- 「ラヴ・レターズ」～2023 Spring Special～（2023年4月21日、PARCO劇場）
- 朗読劇「私の頭の中の消しゴム 14th Letter」（2023年4月30日、よみうり大手町ホール）
- 朗読劇『ドリアン・グレイの肖像』（2023年5月5日、TOKYO FM HALL）
- 朗読劇「革命への行進曲　モーツァルトVS検閲官」（2023年8月5日、TOKYO FM HALL）
- 声優朗読劇 フォアレーゼン ～令和出雲騒動記～（2023年11月19日、出雲市民会館）
- 角川文庫朗読劇『シャーロックホームズ』～恐喝王ミルヴァートン・三人のガリデブ～（2024年1月21日、ところざわサクラタウン ジャパンパビリオン ホールA）
- タイキマニアプロデュースvol.20 朗読劇タチヨミ-第十一巻- ～もういいかい　まぁだだよ～（2024年3月23日・24日、下北沢 小劇場B1）
- 朗読劇「私の頭の中の消しゴム 15th Letter」（2024年4月16日、よみうり大手町ホール）
- VOICE COMIC LIVE 公演A 一筋縄ではいかない恋特集（2024年5月12日、池袋HUMAXシネマズ）
- 朗読劇「ネコたん！〜猫町怪異奇譚〜」[139]（2024年5月19日、あうるすぽっと）
- 朗読劇「星降る街」2024[140]（2024年7月7日、大手町三井ホール）
- 第10回シネマティックリーディング「異形頭さんとニンゲンちゃん」（2024年8月10日、北とぴあ6F ドームホール）
- 戯曲音劇「ロミオとジュリエット」（2024年8月31日、なかのZERO 大ホール）
- 江戸川乱歩朗読劇 幻調乱歩3 『東京ニュートロン曠野』（2024年9月7日、イイノホール）
- ボイスシネマ 声優口演ライブ2024 in 有楽町（2024年9月8日、有楽町朝日ホール）
- 音楽朗読劇「庭の見える部屋と四つの物語」[141]（2024年9月29日、東京文化会館）
- 朗読劇「Weeknight Storytime -超訳文学 夢十夜-」[142]（2024年10月1日・8日、アニメイトシアター）
- 声優朗読劇 フォアレーゼン ～リチャード三世～（2024年10月6日、高槻城公園芸術文化劇場 トリシマホール）
- イクニプロデュース Reading in the dark「春琴の佐助」[143]（2024年10月31日・11月2日、六行会ホール）
- 朗読劇「名前を呼んで、もう一度」（2024年11月19日・24日、サンシャイン劇場）
- 角川文庫朗読劇『シャーロック・ホームズ』～まだらのひも・高名な依頼人～（2025年2月16日、両国・KFCホール）
- 朗読劇「私の頭の中の消しゴム Final Letter」（2025年5月5日、よみうり大手町ホール）
- 朗読劇タチヨミ-最終巻-（2025年6月15日、下北沢 本多劇場）
- DisGOONie × 講談社 Vol.2 朗読劇『告白 コンフェッション』（2025年6月25日、I'M A SHOW）
- 朗読会 四季シリーズ・夏『イーハトーヴの旅 〜宮沢賢治の声が聞こえる〜』（2025年8月17日〈予定〉、品川プリンスホテル クラブeX）[144]
- 朗読劇「天上の虹」万葉集編（2025年9月28日〈予定〉、あうるすぽっと） - 柿本人麻呂 役[145]

### 舞台
- 増田俊樹プロデュースステージ『おまえと芝居したいんじゃ！』act.0（2016年3月16日、ルネこだいら大ホール）
- フスプ 第一弾公演「よろず屋オールトレーズ」（2017年1月27日～29日、新宿シアターブラッツ）
- 大井町クリームソーダ Presents Vol.15 "STORY!"【シロツメクサ有り余り、そして咲き誇る】（2019年4月26日～29日、シアターグリーン BIG TREE THEATER）
- 客席参加型の生ドラマイベント 『ようこそ妄想営業部へ♡ ～もしも声優がスーツ男子だったら、あなたはナニさせる？～』（2019年11月3日、有楽町朝日ホール）
- 大井町クリームソーダpresents VOL.18 "COMEDY!" 【クリコとクリオの2週間】（2019年12月7日、萬劇場）
- ようこそ妄想営業部へ♡ Season2（2020年11月14日、日経ホール）
- ようこそ妄想営業部へ♡ Season3（2021年6月27日、日本橋三井ホール）
- ようこそ妄想営業部へ♡ Season3.5（2021年12月19日、パークタワーホール）
- 「僕ら的には理想の落語」金週初笑い?!妄想亭四人会（2022年5月1日、東京証券会館ホール）
- 森川智之と檜山修之の「おまえらのためだろ！第57弾（2022年6月12日、メルパルクホール東京）
- ようこそ妄想営業部へ♡ Season4（2022年6月26日、日経ホール）
- 観劇型推理ゲーム ボイスミステリー（2022年7月17日、Hall Mixa）
- ようこそ妄想営業部へ♡緊急招集！妄想バトルで奪い合え、社長からのお年玉！（2023年1月28日、ニッポン放送 イマジンスタジオ）
- ようこそ妄想営業部へ♡2023 初妄想スペシャル！（2023年1月28日、ニッポン放送 イマジンスタジオ）
- LIAR GAME murder mystery「爆発廃工場 〜犯人の挑戦状〜」「首切りホテル 〜最後の夜宴〜」[146]（2024年6月16日、飛行船シアター）
- Mixa × Muder Mystery「クズたちの宴」「愛する故に」（2024年8月11日、Theater Mixa）
- 舞台「おまえうまそうだな」（声の出演）（2024年 - 2025年）

### 音声コンテンツ
- OKOS（ボイス配信アプリ）（朝日向陽（声））
- 同棲花盛り-伊東健人の場合-（マヒロ、福和トラスケ、忍田サクト、善カズミ）
- ナツイチ presents よまにゃチャンネル　長岡弘樹『血縁』より「文字盤」・宮部みゆき『地下街の雨』より「混線」（朗読）
- しょうぐん！天晴れェド！（秀忠）
- タツノコプロ配信企画「SPECTACLE Spectrum」（セルリアン）[147]
- Dragon's Bite ～龍王ノ宴～（張飛）
- Youtubeチャンネル「メシ声」（うどん、ナポリタン、ところてん、ショートケーキ）
- ローソン銀行「いらっしゃいま声優ATM」第一弾（ATM音声）
- お通り男史（烏丸）
- V系戦隊 エクスキューショナー（アスタロト、2023年 - 2025年）
- Sound Horizon「絵馬に願ひを! (Full Edition)」（語り部）
- スカルプDまつ毛美容液シリーズ限定 オリジナルボイスプレゼントキャンペーン（ウエルシアグループ店内放送、限定ボイス）
- 鬼暴Cafe 2024 MONOCHROME DATE（庄司圭太/店内アナウンス）
- イケボ配信者は俺狙い!?祝生誕♥ソウジロウの"耳コロ"ファンミーティング（ソウジロウ/店内アナウンス 他）
- JR東海×『アイドルマスター』シリーズ TR@VEL MEDLEY!!!!!! ～あなたの旅をプロデュースしちゃいマス～ with SideM（硲道夫/デジタルスタンプラリーボイス 他）
- 10周年記念 ヲタクに恋は難しい展（二藤宏嵩/会場内音声 他）
- 鬼上司・獄寺さんは暴かれたい。展（庄司圭太/会場内音声 他）

### 映像コンテンツ
- アニメビーンズ シチュエーションムービー
  - 「部屋デート編」
  - 「オフィス編」
  - 「同期が同期じゃなくなる日。」
- VR MODE forスゴ得
  - 「ファンが選ぶ伊東健人に言われたい言葉」
- 「アライザライハイツ 132（ひみつ）」Vol.1
- 「ラインモのご依頼ンモ」

### 歌唱コンテンツ
- 歌とダンスで世界とつながろう！＃ＳａｙＨｉキャンペーン（キャンペーンソング日本語版歌唱）
- あにそんボーカル「THE REAL FOLK BLUES」（歌唱・PV出演）

### コラボレーション
- LIVERTINE AGE 声優コラボアイテム（半袖Tシャツ、ネックレス、デイバッグ）
- 声優・伊東健人×ファッションブランド「Lui's」 プロデュースアイテム（ドルマンジャケット、バケットハット、アイウェア）
- VAVI MELLO×伊東健人（ハンドクリーム、パフュームミスト）
- 声優・伊東健人×ファッションブランド「LiNoH」 プロデュースアイテム（ダフォディルズニットジャケット、レイヤードカットソー、パールブレスレット）

### メディアミックスプロジェクト
- ようこそ妄想営業部へ❤（伊東ケント）
- メディアミックスプロジェクト「THE LAST METAL」（新宮寺成）
- 音楽プロジェクト「BAD TOWN REVERSAL」（財前嶺二）
- 星芥ショータイム→星芥ユニゾン（八神／八神改）
- S.S.D.S. 〜Super Stylish Doctors Story〜（ジュリアーノ・ロッソ）

### グッズ音声
- 『結合男子』オリジナルワイヤレスイヤホン（源朔/ガイダンスボイス）
- 『魔法使いの約束』オリジナルワイヤレスイヤホン（ファウスト/ガイダンスボイス）

### その他
- 「京まふ2023」（おこしやす大使）
- 「SUPER VOICE STARS Photo Exhibition2 by LESLIE KEE」（展示作品モデル）
- 第70回 NHK杯全国高校放送コンテスト（ゲスト審査員）

## ディスコグラフィ

### デジタル・シングル
| #   | 配信日         | 楽曲               | 備考                                                      |
| --- | -------------- | ------------------ | --------------------------------------------------------- |
| 1st | 2022年9月21日  | 真夜中のラブ       | ソロアーティストデビュー楽曲、1stミニアルバム『華灯』収録 |
| 2nd | 2023年1月25日  | sugar              | 1stミニアルバム『華灯』収録                               |
| 3rd | 2023年8月30日  | 戯言               |                                                           |
| 4th | 2023年11月22日 | サッドマンズランド |                                                           |
| 5th | 2024年1月15日  | My Factor          | TVアニメ『月が導く異世界道中 第二幕』第1クールEDテーマ    |

### ミニアルバム
| #   | 発売日        | タイトル | 規格品番   | 規格品番  | オリコン 最高位 |
| #   | 発売日        | タイトル | 初回限定盤 | 通常盤    | オリコン 最高位 |
| --- | ------------- | -------- | ---------- | --------- | --------------- |
| 1st | 2023年2月15日 | 華灯     | AZZS-134   | AZCS-1112 | 11位            |
| 2nd | 2024年3月27日 | 咲音     | AZZS-150   | AZCS-1125 | 11位            |

### カバーアルバム
| 発売日         | タイトル       | 規格品番   | オリコン 最高位 |
| -------------- | -------------- | ---------- | --------------- |
| 2021年12月15日 | COVER〜YOUTH〜 | POCE-12173 | 48位            |

### キャラクターソング
| 発売日   | 商品名                                                                                               | 歌 | 楽曲 | 備考                                                                                               |
| 2015年   | 2015年                                                                                               | 2015年 | 2015年 | 2015年                                                                                             |
| -------- | --- | --- | --- | -------------------------------------------------------------------------------------------------- |
| 10月21日 | THE IDOLM@STER SideM ST@RTING LINE -06 S.E.M                                                         | S.E.M | 「∞ Possibilities」 「Study Equal Magic!」 「DRIVE A LIVE」 | ゲーム『アイドルマスター SideM』関連曲                                                             |
| 2016年   | | | | |
| 8月31日  | THE IDOLM@STER SideM 2nd ANNIVERSARY DISC 02 Beit & S.E.M                                            | Beit & S.E.M | 「エウレカダイアリー」 | ゲーム『アイドルマスター SideM』関連曲                                                             |
| 8月31日  | THE IDOLM@STER SideM 2nd ANNIVERSARY DISC 02 Beit & S.E.M                                            | S.E.M | 「サ・ヨ・ナ・ラ Summer Holiday」 | ゲーム『アイドルマスター SideM』関連曲                                                             |
| 2017年   | | | | |
| 2月1日   | Beyond The Dream                                                                                     | 315プロダクション所属アイドル | 「Beyond The Dream」 | ゲーム『アイドルマスター SideM』テーマソング                                                       |
| 2月1日   | Beyond The Dream                                                                                     | 315プロダクション所属アイドル（インテリ） | 「Beyond The Dream」 | ゲーム『アイドルマスター SideM』テーマソング                                                       |
| 2月10日  | THE IDOLM@STER SideM 2nd ANNIVERSARY SOLO COLLECTION                                                 | 硲道夫（伊東健人） | 「サ・ヨ・ナ・ラ Summer Holiday」 | ゲーム『アイドルマスター SideM』関連曲                                                             |
| 10月18日 | THE IDOLM@STER SideM ORIGIN@L PIECES 08                                                              | 硲道夫（伊東健人） | 「Learning Message」 | ゲーム『アイドルマスター SideM』関連曲                                                             |
| 11月15日 | THE IDOLM@STER SideM ANIMATION PROJECT 01「Reason!!」                                                | 315 STARS（DRAMATIC STARS、Beit、S.E.M、High×Joker、W、Jupiter） | 「Reason!!」 | テレビアニメ『アイドルマスター SideM』オープニングテーマ                                           |
| 11月15日 | THE IDOLM@STER SideM ANIMATION PROJECT 01「Reason!!」                                                | DRAMATIC STARS、S.E.M、Jupiter | 「流星PARADE」 | テレビアニメ『アイドルマスター SideM』関連曲                                                       |
| 12月6日  | 麻天狼-音韻臨床-                                                                                     | 観音坂独歩（伊東健人） | 「チグリジア」 | 『ヒプノシスマイク』関連曲                                                                         |
| 12月13日 | THE IDOLM@STER SideM ANIMATION PROJECT 03「From Teacher To Future!」                                 | S.E.M | 「From Teacher To Future!」 | テレビアニメ『アイドルマスター SideM』エンディングテーマ                                           |
| 12月13日 | THE IDOLM@STER SideM ANIMATION PROJECT 03「From Teacher To Future!」                                 | S.E.M | 「Reason!!」 | テレビアニメ『アイドルマスター SideM』関連曲                                                       |
| 2018年   | | | | |
| 1月31日  | THE IDOLM@STER SideM ANIMATION PROJECT 08「GLORIOUS RO@D」                                           | 315 STARS（DRAMATIC STARS、Beit、S.E.M、High×Joker、Jupiter） | 「Beyond The Dream（第2話 Ver）」 | テレビアニメ『アイドルマスター SideM』エンディングテーマ                                           |
| 1月31日  | THE IDOLM@STER SideM ANIMATION PROJECT 08「GLORIOUS RO@D」                                           | 315 STARS（DRAMATIC STARS、Beit、S.E.M、High×Joker、W、Jupiter） | 「DRIVE A LIVE（第13話 Ver）」 | テレビアニメ『アイドルマスター SideM』エンディングテーマ                                           |
| 1月31日  | THE IDOLM@STER SideM ANIMATION PROJECT 08「GLORIOUS RO@D」                                           | 315 STARS（DRAMATIC STARS、Beit、S.E.M、High×Joker、W、Jupiter） | 「GLORIOUS RO@D」 | テレビアニメ『アイドルマスター SideM』挿入歌                                                       |
| 2月28日  | アイドルマスター SideM BD・DVD第3巻特典CD 315 St@rry Collaboration 03 〜S.E.M&Jupiter〜              | S.E.M、Jupiter | 「Secret! Playful! Drive!」 | テレビアニメ『アイドルマスター SideM』関連曲                                                       |
| 2月28日  | アイドルマスター SideM BD・DVD第3巻特典CD 315 St@rry Collaboration 03 〜S.E.M&Jupiter〜              | S.E.M | 「MOON NIGHTのせいにして」 | テレビアニメ『アイドルマスター SideM』関連曲                                                       |
| 6月27日  | アイドルマスター SideM BD・DVD第7巻特典CD PASSION of the PASSION Sound Disc                          | 天道輝（仲村宗悟）、ピエール（堀江瞬）、渡辺みのり（高塚智人）、伊瀬谷四季（野上翔）、蒼井享介（山谷祥生）、硲道夫（伊東健人）、若里春名（白井悠介）、舞田類（榎木淳弥） | 「315 Steelo!」 | OVA『アイドルマスター SideM』挿入歌                                                                |
| 7月18日  | Fling Posse VS 麻天狼                                                                                | Fling Posse、麻天狼 | 「BATTLE BATTLE BATTLE」 | 『ヒプノシスマイク』関連曲                                                                         |
| 7月18日  | Fling Posse VS 麻天狼                                                                                | 麻天狼 | 「Shinjuku Style 〜笑わすな〜」 | 『ヒプノシスマイク』関連曲                                                                         |
| 8月8日   | THE IDOLM@STER SideM WORLD TRE@SURE 03                                                               | 橘志狼（古畑恵介）、硲道夫（伊東健人）、牙崎漣（小松昌平） | 「Baile Apasionado」 「MEET THE WORLD!（SPAIN Ver.）」 | ゲーム『アイドルマスター SideM LIVE ON ST@GE!』関連曲                                              |
| 8月30日  | 「ホーンテッド・オバケストラ」キャラクターソング Vol.2『Ausfahrt』イグナーツ                         | イグナーツ・フォン・エンテルシュタイン（伊東健人） | 「Ausfahrt」 | 『ホーンテッド・オバケストラ』関連曲                                                               |
| 9月5日   | Own The Night〜イケメンライブ 恋の歌をキミに イケラブ 1st ALBUM〜                                    | 朱真遥音（KENN）、銀波律（蒼井翔太）、東雲詠介（谷山紀章）、蘇芳楽（梶裕貴）、眞白奏（深町寿成）、千草響一郎（伊東健人）、天宮アンリ（大河元気）、藍墨晃揮（近藤隆）、藤代旋（黒田崇矢）、銀波弓弦（植田圭輔）、椿麻琴（小野友樹）、木蘭宗詩（市川太一） | 「最愛PHRASE」 | ゲーム『イケメンライブ 恋の歌をキミに』主題歌                                                      |
| 9月5日   | Own The Night〜イケメンライブ 恋の歌をキミに イケラブ 1st ALBUM〜                                    | SilverVine | 「Even if」 | ゲーム『イケメンライブ 恋の歌をキミに』関連曲                                                      |
| 11月14日 | MAD TRIGGER CREW VS 麻天狼                                                                           | MAD TRIGGER CREW、麻天狼 | 「DEATH RESPECT」 | 『ヒプノシスマイク』関連曲                                                                         |
| 11月14日 | MAD TRIGGER CREW VS 麻天狼                                                                           | 麻天狼 | 「Shinjuku Style 〜笑わすな〜（Nerve Rackin' remix）」 | 『ヒプノシスマイク』関連曲                                                                         |
| 12月19日 | THE IDOLM@STER SideM WakeMini! MUSIC COLLECTION 03                                                   | 315 STARS（インテリ Ver.） | 「POKER FAITH -ポーカーフェイス-」 | テレビアニメ『アイドルマスター SideM 理由あってMini!』エンディングテーマ                           |
| 2019年   | | | | |
| 2月27日  | The Champion                                                                                         | 麻天狼 | 「The Champion」 | 『ヒプノシスマイク』関連曲                                                                         |
| 3月15日  | THE IDOLM@STER SideM WakeMini! SOLO COLLECTION 03 INTELLIGENCE Ver.                                  | 硲道夫（伊東健人） | 「POKER FAITH -ポーカーフェイス-」 | テレビアニメ『アイドルマスター SideM 理由あってMini!』関連曲                                       |
| 4月17日  | ポプテピピック ALL TIME BEST 2                                                                       | ポプ子（伊東健人）、ピピ美（木島隆一） | 「風船飛行」 | テレビアニメ『ポプテピピック』エンディングテーマ                                                   |
| 4月17日  | ポプテピピック ALL TIME BEST 2                                                                       | ポプ子（伊東健人）、ピピ美（木島隆一） | 「Bansaku neender」 「ポプ子にソース」 | テレビアニメ『ポプテピピック』挿入歌                                                               |
| 4月24日  | Enter the Hypnosis Microphone                                                                        | Division All Stars | 「Hoodstar」 「ヒプノシスマイク -Division Rap Battle-」 「ヒプノシスマイク -Division Battle Anthem-」                                                          | 『ヒプノシスマイク』関連曲                                                                         |
| 4月24日  | Enter the Hypnosis Microphone                                                                        | 麻天狼 | 「パピヨン」 | 『ヒプノシスマイク』関連曲                                                                         |
| 5月10日  | THE IDOLM@STER SideM 4th ANNIVERSARY DISC「LIVE in your SMILE / DREAM JOURNEY」                      | Altessimo、W、FRAME、彩、神速一魂、S.E.M、THE 虎牙道、Legenders | 「LIVE in your SMILE」 | ゲーム『アイドルマスター SideM』関連曲                                                             |
| 6月21日  | 華Doll*1st season 〜Flowering〜 1巻「Birth」                                                         | Anthos | 「BIRTH」 「Unknown」 | 『華Doll*』関連曲                                                                                  |
| 6月25日  | ヒプノシスマイク -Division Rap Battle- side F.P & M 第1巻限定版特典CD                                | 伊弉冉一二三（木島隆一）、観音坂独歩（伊東健人） | 「Wrap&Rap 〜3分バイブスクッキング〜」 | 『ヒプノシスマイク』関連曲                                                                         |
| 7月3日   | セカイ系バラエティ 僕声シーズン2 サウンドトラック                                                    | 恥ずかしがり隊 | 「Animal Onomatopoeiaでしゃべりたい」 「うぃ(いい)ー発音であたらすぃ(しい)―セカイ」                                                                            | バラエティ番組『セカイ系バラエティ 僕声 シーズン2』関連曲                                          |
| 9月5日   | ヒプノシスマイク -Alternative Rap Battle-                                                            | Division All Stars | 「ヒプノシスマイク -Alternative Rap Battle-」 | ゲーム『ヒプノシスマイク -Alternative Rap Battle-』主題歌                                          |
| 9月25日  | Noble Recollections 01                                                                               | ペンシルヴァニア（伊東健人） | 「ワイルド・フロンティア」 | ゲーム『千銃士』関連曲                                                                             |
| 9月25日  | Noble Recollections 01                                                                               | ブラウン・ベス（八代拓）、シャルルヴィル（立花慎之介）、スプリングフィールド（蒼井翔太）、ケンタッキー（梶裕貴）、ペンシルヴァニア（伊東健人） | 「antique memory 〜アメリカ独立戦争 5 bullets edition〜」 | ゲーム『千銃士』関連曲                                                                             |
| 10月11日 | 華Doll*1st season 〜Flowering〜2巻「Boxed」                                                          | Anthos | 「Juliet」 「Stay Away」 | 『華Doll*』関連曲                                                                                  |
| 10月23日 | アニメ「指先から本気の熱情-幼なじみは消防士-」OA版DVDコミックフェスタアニメショップ限定特典主題歌CD  | 桜ヶ丘消防隊 | 「BLAZING LUV!!」 | テレビアニメ『指先から本気の熱情-幼なじみは消防士-』主題歌                                         |
| 11月27日 | JAZZ-ON! Sessions 旅団仲間は信じても、ラクダの紐は縛っておけ                                         | 鳴海ロラン（古川慎）、影山新（伊東健人） | 「Light away! 星屑旅団JAZZアレンジバージョン」 | 『JAZZ-ON!』関連曲                                                                                 |
| 12月13日 | 華Doll*1st season 〜Flowering〜3巻「IDOLls」                                                         | Anthos | 「S.T.O.P」 「ChangeYourWorld」 | 『華Doll*』関連曲                                                                                  |
| 12月18日 | THE IDOLM@STER SideM 5th ANNIVERSARY DISC 01 PRIDE STAR                                              | 315 ALLSTARS | 「PRIDE STAR」 「DRIVE A LIVE」 「Reason!!」 「GLORIOUS RO@D」                                                                                                 | ゲーム『アイドルマスター SideM』関連曲                                                             |
| 2020年   | | | | |
| 3月6日   | THE IDOLM@STER SideM 5th ANNIVERSARY UNIT COLLECTION -PRIDE STAR-                                    | S.E.M | 「PRIDE STAR」 | ゲーム『アイドルマスター SideM』関連曲                                                             |
| 3月11日  | 移動手段はバイクです/カバンには鉄板です                                                              | DOKONJOFINGER | 「移動手段はバイクです」 「カバンには鉄板です」 「裏切りは無しです」                                                                                           | テレビアニメ『SHOW BY ROCK!! ましゅまいれっしゅ!!』関連曲                                          |
| 3月18日  | THE IDOLM@STER SideM 5th ANNIVERSARY DISC 04 FRAME&S.E.M&Legenders                                   | S.E.M | 「√EVOLUTION」 | ゲーム『アイドルマスター SideM』関連曲                                                             |
| 3月18日  | THE IDOLM@STER SideM 5th ANNIVERSARY DISC 04 FRAME&S.E.M&Legenders                                   | FRAME、S.E.M、Legenders | 「Bet your intuition!」 | ゲーム『アイドルマスター SideM』関連曲                                                             |
| 3月18日  | SHOW BY ROCK!! ましゅまいれっしゅ!! オリジナルサウンドトラック                                       | DOKONJOFINGER［ヤス（伊東健人）］ | 「移動手段はバイクです〈TV edit〉」 「カバンには鉄板です〈TV edit〉」                                                                                          | テレビアニメ『SHOW BY ROCK!! ましゅまいれっしゅ!!』挿入歌                                          |
| 3月20日  | 華Doll*1st season 〜Flowering〜 4巻 Message                                                          | Anthos | 「Me Against Myself」 「Silent Message」 | 『華Doll*』関連曲                                                                                  |
| 3月25日  | 麻天狼 -Before The 2nd D.R.B-                                                                        | 観音坂独歩（伊東健人） | 「BLACK OR WHITE」 | 『ヒプノシスマイク』関連曲                                                                         |
| 4月18日  | Surprise Song Series vol.1 CODE:APRIL FOOLS『卯月花』                                                | イグナーツ（伊東健人） | 「卯月花」 | 『ホーンテッド・オバケストラ』関連曲                                                               |
| 5月13日  | 滑走手段はボブスレーです                                                                             | DOKONJOFINGER | 「滑走手段はボブスレーです」 | テレビアニメ『SHOW BY ROCK!! ましゅまいれっしゅ!!』関連曲                                          |
| 5月20日  | SHOW BY ROCK!! ましゅまいれっしゅ!! BD・DVD第3巻特典CD                                               | ヤス（伊東健人） | 「ワールドワールドワールド」 | テレビアニメ『SHOW BY ROCK!! ましゅまいれっしゅ!!』関連曲                                          |
| 6月26日  | 華Doll*1st season 〜Flowering〜 5巻 For...                                                           | Anthos | 「I know,Who I am」 「Antholic」 | 『華Doll*』関連曲                                                                                  |
| 7月17日  | Survival of the Illest                                                                               | Division All Stars | 「Survival of the Illest」 | ゲーム『ヒプノシスマイク -Alternative Rap Battle-』オープニングテーマ                              |
| 7月29日  | アニマルセラトピア うたとドラマCDシリーズ Vol.1                                                      | ゆず（住谷哲栄）、スイートオリーブ（土岐隼一）、ジンジャー（羽多野渉）、ヒノキ（伊東健人）、 ネロリ（鈴木裕斗）、ミルラ（小松昌平）、ロータス（広瀬裕也） | 「Welcome to Wonder night!」 | 『アニマルセラトピア』テーマソング                                                                 |
| 8月26日  | THE IDOLM@STER SideM 5th ANNIVERSARY SOLO COLLECTION 03                                              | 硲道夫（伊東健人） | 「√EVOLUTION」 | ゲーム『アイドルマスター SideM』関連曲                                                             |
| 9月2日   | ヒプノシスマイク-Division Rap Battle- Official Guide Book 初回限定版特典CD                           | Division All Stars | 「SUMMIT OF DIVISIONS」 | 『ヒプノシスマイク』関連曲                                                                         |
| 9月11日  | 華Doll*Anthos*～The Way I Am～LIHITO                                                                 | 灯堂理人（伊東健人） | 「Pain In My Heart」 | 『華Doll*』関連曲                                                                                  |
| 11月1日  | HYPSTER'S LIMITED                                                                                    | Division All Stars | 「ヒプノシスマイク -Division Rap Battle- +」 「ヒプノシスマイク -Division Battle Anthem- +」 「ヒプノシスマイク(D.R.B vs D.B.A)+ HYPSTER MASHUP by TeddyLoid」 | 『ヒプノシスマイク』関連曲                                                                         |
| 11月25日 | アニメ「巨人族の花嫁」Blu-ray・DVD コミックフェスタ・アニメ公式ショップ限定特典主題歌CD              | カイウス・ラオ・ビステイル（小野友樹）、水樹晃一（伊東健人) | 「世界の中心で愛を叫んだものたち」 | テレビアニメ『巨人族の花嫁』主題歌                                                                 |
| 2021年   | | | | |
| 1月13日  | Straight Outta Rhyme Anima                                                                           | Division All Stars | 「ヒプノシスマイク -Rhyme Anima-」 | テレビアニメ『ヒプノシスマイク-Division Rap Battle-』Rhyme Animaオープニングテーマ                 |
| 1月13日  | Straight Outta Rhyme Anima                                                                           | Division All Stars | 「絆」 | テレビアニメ『ヒプノシスマイク-Division Rap Battle-』Rhyme Animaエンディングテーマ                 |
| 1月13日  | Straight Outta Rhyme Anima                                                                           | Division All Stars | 「Rhyme Anima's Mixtape」 | テレビアニメ『ヒプノシスマイク-Division Rap Battle-』Rhyme Anima劇中RAP                            |
| 1月13日  | Straight Outta Rhyme Anima                                                                           | 麻天狼 | 「WELCOME U」 「Fallin'」 | テレビアニメ『ヒプノシスマイク-Division Rap Battle-』Rhyme Anima劇中RAP                            |
| 1月13日  | Straight Outta Rhyme Anima                                                                           | Fling Posse、麻天狼 | 「D.R.B Rhyme Anima -2nd Battle- Fling Posse VS 麻天狼」 | テレビアニメ『ヒプノシスマイク-Division Rap Battle-』Rhyme Anima劇中RAP                            |
| 1月13日  | Straight Outta Rhyme Anima                                                                           | MAD TRIGGER CREW、麻天狼 | 「D.R.B Rhyme Anima -Final Battle- MAD TRIGGER CREW VS 麻天狼」                                                                                                | テレビアニメ『ヒプノシスマイク-Division Rap Battle-』Rhyme Anima劇中RAP                            |
| 1月27日  | アニマルセラトピア うたとドラマCDシリーズ Vol.4                                                      | ヒノキ（伊東健人） | 「甘いいたずら」 | 『アニマルセラトピア』関連曲                                                                       |
| 2月7日   | THE IDOLM@STER SideM UNIT COLLECTION -MEET THE WORLD!-                                               | 315 ALLSTARS | 「MEET THE WORLD!」 | ゲーム『アイドルマスター SideM』関連曲                                                             |
| 2月7日   | THE IDOLM@STER SideM UNIT COLLECTION -MEET THE WORLD!-                                               | S.E.M | 「MEET THE WORLD!」 | ゲーム『アイドルマスター SideM』関連曲                                                             |
| 2月17日  | TVアニメ「SHOW BY ROCK!!STARS!!」挿入歌ミニアルバム Vol.1                                            | DOKONJOFINGER | 「OBENTO MAGNUM」 | テレビアニメ『SHOW BY ROCK!! STARS!!』挿入歌                                                       |
| 2月24日  | 「大人にゃ恋の仕方がわからねぇ！」オンエア版DVD コミックフェスタ・アニメ公式ショップ限定特典主題歌CD | 真島修二（伊東健人） | 「夜に決壊」 | テレビアニメ『大人にゃ恋の仕方がわからねぇ！』主題歌                                               |
| 2月26日  | ヲタクに恋は難しい VOICE GIFT                                                                        | 桃瀬成海（伊達朱里紗）、二藤宏嵩（伊東健人） | 「Love or Respect」 | OVA『ヲタクに恋は難しい』エンディングテーマ                                                        |
| 3月10日  | Bad Ass Temple VS 麻天狼                                                                             | Bad Ass Temple、麻天狼 | 「Light & Shadow」 | 『ヒプノシスマイク』関連曲                                                                         |
| 3月10日  | Bad Ass Temple VS 麻天狼                                                                             | 麻天狼 | 「TOMOSHIBI」 | 『ヒプノシスマイク』関連曲                                                                         |
| 3月25日  | アノカナタリウム（TV edit）                                                                          | SHOWBYROCK!!STARS! | 「アノカナタリウム（TV edit）」 | テレビアニメ『SHOW BY ROCK!! STARS!!』挿入歌                                                       |
| 3月26日  | 妄想亭のテーマ                                                                                       | 妄想亭一門 | 「妄想亭のテーマ」 | テレビ番組『僕ら的には理想の落語』主題歌                                                           |
| 3月26日  | 華Doll*2nd season INCOMPLICA:IU〜Meet〜                                                              | Anthos* | 「Flash Point」 「Shine On」 | 『華Doll*』関連曲                                                                                  |
| 4月7日   | THE IDOLM@STER SideM NEW STAGE EPISODE:13 S.E.M                                                      | S.E.M | 「Happy's Birthday」 「NEXT STAGE!」 | ゲーム『アイドルマスター SideM』関連曲                                                             |
| 4月7日   | TVアニメ「SHOW BY ROCK!!STARS!!」挿入歌ミニアルバム Vol.2                                            | DOKONJOFINGER | 「メリケンサックに特攻です」 | テレビアニメ『SHOW BY ROCK!! STARS!!』挿入歌                                                       |
| 4月21日  | SHOW BY ROCK!! BEST Vol.4                                                                            | DOKONJOFINGER | 「Red Numbers」 「鳴動」 「BORN BORN DANCE」 | ゲーム『SHOW BY ROCK!! Fes A Live』関連曲                                                          |
| 4月21日  | SHOW BY ROCK!! BEST Vol.4                                                                            | クロウ（谷山紀章）、ヤス（伊東健人） | 「運命のSocial Distance」 | ゲーム『SHOW BY ROCK!! Fes A Live』関連曲                                                          |
| 4月23日  | ヒプノシスマイク -Glory or Dust-                                                                     | Division All Stars | 「ヒプノシスマイク -Glory or Dust-」 | 『ヒプノシスマイク』関連曲                                                                         |
| 5月19日  | SHOW BY ROCK!! STARS!! BD第2巻特典CD                                                                 | ヤス（伊東健人）、チタン（小林裕介）、リカオ（古川慎） | 「GANARE」 | テレビアニメ『SHOW BY ROCK!! STARS!!』関連曲                                                       |
| 6月18日  | Survival of the Illest +                                                                             | Division All Stars | 「Survival of the Illest +」 | ゲーム『ヒプノシスマイク -Alternative Rap Battle-』オープニングテーマ                              |
| 7月7日   | Ready Steady/Forward                                                                                 | Vivid BAD SQUAD、初音ミク | 「Ready Steady」 「Forward」 | ゲーム『プロジェクトセカイ カラフルステージ! feat. 初音ミク』関連曲                                |
| 7月15日  | TikTokでバズり隊                                                                                     | DOKONJOFINGER | 「TikTokでバズり隊」 | ゲーム『SHOW BY ROCK!! Fes A Live』関連曲                                                          |
| 7月16日  | Hang out!                                                                                            | Division All Stars | 「Hang out!」 | ゲーム『ヒプノシスマイク -Alternative Rap Battle-』主題歌                                          |
| 8月31日  | 燦・燦・SUN様!!!                                                                                     | ゆず（住谷哲栄）、ジンジャー（羽多野渉）、ヒノキ（伊東健人） | 「燦・燦・SUN様!!!」 | 『アニマルセラトピア』関連曲                                                                       |
| 9月8日   | Buster Bros!!! VS 麻天狼 VS Fling Posse                                                              | Buster Bros!!!、麻天狼、Fling Posse | 「SHOWDOWN」 | 『ヒプノシスマイク』関連曲                                                                         |
| 9月8日   | Buster Bros!!! VS 麻天狼 VS Fling Posse                                                              | Division All Stars | 「Hoodstar +」 「2nd D.R.B NON-STOP DIVISION MIX」 | 『ヒプノシスマイク』関連曲                                                                         |
| 9月29日  | THE IDOLM@STER SideM GROWING SIGN@L 01 Growing Smiles!                                               | 315 ALLSTARS | 「Growing Smiles!」 「DRIVE A LIVE」 「Beyond The Dream」 「NEXT STAGE!」                                                                                      | ゲーム『アイドルマスター SideM GROWING STARS』関連曲                                               |
| 10月1日  | 華Doll*2nd season INCOMPLICA:I/F〜es〜                                                               | Anthos* | 「Lay it down」 「Paradiso」 | 『華Doll*』関連曲                                                                                  |
| 11月17日 | RAD DOGS/シネマ                                                                                      | Vivid BAD SQUAD、初音ミク | 「RAD DOGS」 | ゲーム『プロジェクトセカイ カラフルステージ! feat. 初音ミク』関連曲                                |
| 11月17日 | RAD DOGS/シネマ                                                                                      | Vivid BAD SQUAD、KAITO | 「シネマ」 | ゲーム『プロジェクトセカイ カラフルステージ! feat. 初音ミク』関連曲                                |
| 11月26日 | 弁 TO フライ                                                                                         | ヤス（伊東健人）、919（蒼井翔太） | 「弁 TO フライ」 | ゲーム『SHOW BY ROCK!! Fes A Live』関連曲                                                          |
| 11月26日 | 華Doll* -Flowering- THE BEST                                                                         | Anthos* | 「Infraction」 | 『華Doll*』関連曲                                                                                  |
| 2022年   | | | | |
| 1月8日   | THE IDOLM@STER SideM UNIT COLLECTION -Growing Smiles!-                                               | S.E.M | 「Growing Smiles!」 | ゲーム『アイドルマスター SideM GROWING STARS』関連曲                                               |
| 1月28日  | 信じるのは己です                                                                                     | DOKONJOFINGER | 「信じるのは己です」 | ゲーム『SHOW BY ROCK!! Fes A Live』関連曲                                                          |
| 3月12日  | THE IDOLM@STER SideM PASSION@TE FORMATION -INTELLIGENCE-                                             | 315 STARS（インテリVer.） | 「ANYWHERE」 | ゲーム『アイドルマスター SideM GROWING STARS』関連曲                                               |
| 3月12日  | THE IDOLM@STER SideM PASSION@TE FORMATION -INTELLIGENCE-                                             | 硲道夫（伊東健人） | 「ANYWHERE」 | ゲーム『アイドルマスター SideM GROWING STARS』関連曲                                               |
| 6月1日   | Vivid BAD SQUAD SEKAI ALBUM vol.1                                                                    | Vivid BAD SQUAD | 「フラジール」 | ゲーム『プロジェクトセカイ カラフルステージ! feat. 初音ミク』関連曲                                |
| 6月1日   | Vivid BAD SQUAD SEKAI ALBUM vol.1                                                                    | Vivid BAD SQUAD、KAITO | 「ドクター＝ファンクビート」 「威風堂々」 「幽霊東京」 | ゲーム『プロジェクトセカイ カラフルステージ! feat. 初音ミク』関連曲                                |
| 6月1日   | Vivid BAD SQUAD SEKAI ALBUM vol.1                                                                    | Vivid BAD SQUAD、鏡音レン | 「夜咄ディセイブ」 | ゲーム『プロジェクトセカイ カラフルステージ! feat. 初音ミク』関連曲                                |
| 6月1日   | Vivid BAD SQUAD SEKAI ALBUM vol.1                                                                    | Vivid BAD SQUAD、巡音ルカ | 「ECHO」 | ゲーム『プロジェクトセカイ カラフルステージ! feat. 初音ミク』関連曲                                |
| 6月1日   | Vivid BAD SQUAD SEKAI ALBUM vol.1                                                                    | Vivid BAD SQUAD、鏡音リン | 「トラフィック・ジャム」 「悪魔の踊り方」 | ゲーム『プロジェクトセカイ カラフルステージ! feat. 初音ミク』関連曲                                |
| 6月1日   | Vivid BAD SQUAD SEKAI ALBUM vol.1                                                                    | Vivid BAD SQUAD、鏡音レン | 「チルドレンレコード」 | ゲーム『プロジェクトセカイ カラフルステージ! feat. 初音ミク』関連曲                                |
| 6月24日  | JULY SICK PARK                                                                                       | DOKONJOFINGER | 「JULY SICK PARK」 | ゲーム『SHOW BY ROCK!! Fes A Live』関連曲                                                          |
| 12月14日 | Beat Eater/Awake Now                                                                                 | Vivid BAD SQUAD、鏡音レン | 「Beat Eater」 | ゲーム『プロジェクトセカイ カラフルステージ! feat. 初音ミク』関連曲                                |
| 12月14日 | Beat Eater/Awake Now                                                                                 | Vivid BAD SQUAD、初音ミク | 「Awake Now」 | ゲーム『プロジェクトセカイ カラフルステージ! feat. 初音ミク』関連曲                                |
| 11月9日  | THE IDOLM@STER SideM GROWING SIGN@L 13 S.E.M                                                         | S.E.M | 「Multiple Entertainment Show!」 「Dance in the school!」 | ゲーム『アイドルマスター SideM GROWING STARS』関連曲                                               |
| 11月25日 | GUTS GUTS GUTS                                                                                       | DOKONJOFINGER | 「GUTS GUTS GUTS」 | ゲーム『SHOW BY ROCK!! Fes A Live』関連曲                                                          |
| 12月21日 | THE IDOLM@STER SideM GROWING SIGN@L 15 Take a StuMp!                                                 | 315 ALLSTARS | 「Take a StuMp!」 | ゲーム『アイドルマスター SideM GROWING STARS』関連曲                                               |
| 2023年   | | | | |
| 1月18日  | GO FOR IT!!                                                                                          | 315 STARS | 「GO FOR IT!!」 | ゲーム『アイドルマスター SideM GROWING STARS』関連曲                                               |
| 2月11日  | THE IDOLM@STER SideM UNIT COLLECTION -Take a StuMp!-                                                 | S.E.M | 「Take a StuMp!」 | ゲーム『アイドルマスター SideM GROWING STARS』関連曲                                               |
| 3月11日  | 幻想のUtopia/安寧のDystopia                                                                          | ピエール（堀江瞬）、蒼井悠介（菊池勇成）、蒼井享介（山谷祥生）、握野英雄（熊谷健太郎）、木村龍（濱健人）、秋山隼人（千葉翔也）、冬美旬（永塚拓馬）、榊夏来（渡辺紘）、若里春名（白井悠介）、紅井朱雀（益山武明）、東雲荘一郎（天﨑滉平）、アスラン＝ベルゼビュートII世（古川慎）、岡村直央（矢野奨吾）、硲道夫（伊東健人）、大河タケル（寺島惇太）、牙崎漣（小松昌平）、天峰秀（伊瀬結陸）、花園百々人（宮﨑雅也）、眉見鋭心（大塚剛央） | 「幻想のUtopia」 | 舞台『THE IDOLM@STER SideM PASSIONABLE READING SHOW -超常事変〜対立スル正義〜-』オープニングテーマ |
| 3月29日  | ミライ/Flyer!                                                                                        | Vivid BAD SQUAD、巡音ルカ | 「ミライ」 | ゲーム『プロジェクトセカイ カラフルステージ! feat. 初音ミク』関連曲                                |
| 3月29日  | ミライ/Flyer!                                                                                        | Vivid BAD SQUAD、鏡音レン | 「Flyer!」 | ゲーム『プロジェクトセカイ カラフルステージ! feat. 初音ミク』関連曲                                |
| 4月28日  | Be The MUSIC!                                                                                        | 「All Music MIKUdemy」一同 | 「Be The MUSIC!」 | ゲーム『プロジェクトセカイ カラフルステージ! feat. 初音ミク』関連曲                                |
| 6月21日  | 月光/街                                                                                              | Vivid BAD SQUAD、MEIKO | 「月光」 | ゲーム『プロジェクトセカイ カラフルステージ! feat. 初音ミク』関連曲                                |
| 6月21日  | 月光/街                                                                                              | Vivid BAD SQUAD、鏡音リン | 「街」 | ゲーム『プロジェクトセカイ カラフルステージ! feat. 初音ミク』関連曲                                |
| 7月26日  | THE IDOLM@STER SideM 49 ELEMENTS -14 S.E.M                                                           | S.E.M | 「BeSide Emotion」 | ゲーム『アイドルマスター SideM GROWING STARS』関連曲                                               |
| 7月26日  | THE IDOLM@STER SideM 49 ELEMENTS -14 S.E.M                                                           | 硲道夫（伊東健人） | 「Quod Erat Demonstrandum」 | ゲーム『アイドルマスター SideM GROWING STARS』関連曲                                               |
| 8月16日  | 虚ろを扇ぐ/仮死化                                                                                    | Vivid BAD SQUAD、KAITO | 「虚ろを扇ぐ」 | ゲーム『プロジェクトセカイ カラフルステージ! feat. 初音ミク』関連曲                                |
| 8月16日  | 虚ろを扇ぐ/仮死化                                                                                    | Vivid BAD SQUAD、MEIKO | 「仮死化」 | ゲーム『プロジェクトセカイ カラフルステージ! feat. 初音ミク』関連曲                                |
| 8月23日  | The Block Party -HOMIEs-                                                                             | 有栖川帝統（野津山幸宏）、観音坂独歩（伊東健人） | 「Rivals!」 | 『ヒプノシスマイク』関連曲                                                                         |
| 10月4日  | THE IDOLM@STER SideM F＠NTASTIC COMBINATION〜BRAINPOWER!!〜 S.E.M                                    | DRAMATIC STARS、S.E.M | 「Dramatic Anthem」 「Beyond The Dream」 | ライブイベント『315 Production presents F＠NTASTIC COMBINATION LIVE 〜BRAINPOWER!!〜』関連曲       |
| 10月4日  | THE IDOLM@STER SideM F＠NTASTIC COMBINATION〜BRAINPOWER!!〜 S.E.M                                    | S.E.M | 「DRAMATIC NONFICTION（S.E.M Ver.）」 | ライブイベント『315 Production presents F＠NTASTIC COMBINATION LIVE 〜BRAINPOWER!!〜』関連曲       |
| 10月4日  | THE IDOLM@STER SideM F＠NTASTIC COMBINATION〜BRAINPOWER!!〜 DRAMATIC STARS                           | DRAMATIC STARS、S.E.M | 「DRIVE A LIVE」 | ライブイベント『315 Production presents F＠NTASTIC COMBINATION LIVE 〜BRAINPOWER!!〜』関連曲       |
| 10月13日 | 華Doll* 3rd season THINK OF ME: OTHER                                                                | Anthos* | 「R.N.P.N」 「The Other Side」 | 『華Doll*』関連曲                                                                                  |
| 10月25日 | ひつじがいっぴき/下剋上                                                                              | Vivid BAD SQUAD、MEIKO | 「ひつじがいっぴき」 | ゲーム『プロジェクトセカイ カラフルステージ! feat. 初音ミク』関連曲                                |
| 10月25日 | ひつじがいっぴき/下剋上                                                                              | Vivid BAD SQUAD、鏡音リン | 「下剋上」 | ゲーム『プロジェクトセカイ カラフルステージ! feat. 初音ミク』関連曲                                |
| 10月28日 | THE IDOLM@STER SideM GROWING SIGN@L SOLO COLLECTION 03                                               | 硲道夫（伊東健人） | 「Multiple Entertainment Show!」 | ゲーム『アイドルマスター SideM GROWING STARS』関連曲                                               |
| 10月28日 | THE IDOLM@STER SideM 8th STAGE THEME SONG「Hands & Claps!」                                          | 315 ALLSTARS | 「Hands & Claps!」 | ライブイベント『THE IDOLM@STER SideM 8th STAGE 〜ALL H@NDS TOGETHER〜』テーマソング                |
| 10月28日 | THE IDOLM@STER SideM 8th STAGE THEME SONG「Hands & Claps!」                                          | 315 STARS（インテリVer.） | 「Hands & Claps!」 | ライブイベント『THE IDOLM@STER SideM 8th STAGE 〜ALL H@NDS TOGETHER〜』テーマソング                |
| 12月13日 | Update                                                                                               | ウルトラズ | 「Update」 「Desire」 | テレビアニメ『B-PROJECT～熱烈＊ラブコール～』関連曲                                                |
| 2024年   | | | | |
| 1月24日  | Gray Sheep EP01                                                                                      | SNOW（山下誠一郎）、COLOR（伊東健人）、NURSE（阿座上洋平） | 「Greatest homie」 | 『Gray Sheep』関連曲                                                                               |
| 2月14日  | Wanna be the one!                                                                                    | ゆず(住谷哲栄）、スイートオリーブ（土岐隼一）、ジンジャー（羽多野渉）、ヒノキ（伊東健人）、ネロリ（鈴木裕斗）、ミルラ（小松昌平）、ロータス（広瀬裕也） | 「Wanna be the one!」 | 『アニマルセラトピア』関連曲                                                                       |
| 2月14日  | Wanna be the one!                                                                                    | ヒノキ（伊東健人） | 「Wanna be the one!」 | 『アニマルセラトピア』関連曲                                                                       |
| 2月18日  | Fly or Die                                                                                           | SNOW（山下誠一郎）、COLOR（伊東健人）、NURSE（阿座上洋平） | 「Fly or Die」 | 『Gray Sheep』関連曲                                                                               |
| 2月21日  | Vivid BAD SQUAD SEKAI ALBUM vol.2                                                                    | Vivid BAD SQUAD、初音ミク | 「オルターエゴ」 「YY」 「DAYBREAK FRONTLINE」 | ゲーム『プロジェクトセカイ カラフルステージ! feat. 初音ミク』関連曲                                |
| 2月21日  | Vivid BAD SQUAD SEKAI ALBUM vol.2                                                                    | 東雲彰人（今井文也）、青柳冬弥（伊東健人）、鏡音レン | 「ガランド」 「雨とペトラ」 | ゲーム『プロジェクトセカイ カラフルステージ! feat. 初音ミク』関連曲                                |
| 2月21日  | Vivid BAD SQUAD SEKAI ALBUM vol.2                                                                    | Vivid BAD SQUAD、MEIKO | 「エゴイスト」 | ゲーム『プロジェクトセカイ カラフルステージ! feat. 初音ミク』関連曲                                |
| 2月21日  | Vivid BAD SQUAD SEKAI ALBUM vol.2                                                                    | 東雲彰人（今井文也）、青柳冬弥（伊東健人）、KAITO | 「絶え間なく藍色」 | ゲーム『プロジェクトセカイ カラフルステージ! feat. 初音ミク』関連曲                                |
| 2月21日  | Vivid BAD SQUAD SEKAI ALBUM vol.2                                                                    | Vivid BAD SQUAD、KAITO | 「シャンティ」 | ゲーム『プロジェクトセカイ カラフルステージ! feat. 初音ミク』関連曲                                |
| 3月1日   | 華Doll* 3rd season THINK OF ME: ROOM                                                                 | Anthos* | 「Liberation」 「Clap! Clap! Clap!」 | 『華Doll*』関連曲                                                                                  |
| 4月4日   | オーディオミュージカル『星月夜』                                                                     | テオドルス・ヴァン・ゴッホ（伊東健人） | 「朝の情景」 「パリのヴィンセント」 「果てしない憂鬱」 「誓い」 「星月夜」                                                                                     | オーディオドラマ『星月夜』関連曲                                                                   |
| 4月4日   | Hypnotic Summer                                                                                      | Division All Stars | 「Hypnotic Summer」 | 『ヒプノシスマイク』関連曲                                                                         |
| 4月5日   | WILD RIDE                                                                                            | DOKONJOFINGER | 「WILD RIDE」 | 『SHOW BY ROCK!!』関連曲                                                                           |
| 5月22日  | Gray Sheep EP02                                                                                      | SNOW（山下誠一郎）、COLOR（伊東健人）、NURSE（阿座上洋平）、SPIDER（坂田将吾）、JOE（橘龍丸）、OWL（堀江瞬） | 「Guilty baby」 | 『Gray Sheep』関連曲                                                                               |
| 5月22日  | ＆JOY                                                                                                | ウルトラズ | 「＆JOY」 | テレビアニメ『B-PROJECT～熱烈＊ラブコール～』関連曲                                                |
| 6月5日   | プロジェクトセカイ カラフルステージ！ feat. 初音ミク アナザーボーカルアルバム Vivid BAD SQUAD        | 小豆沢こはね（秋奈）、青柳冬弥（伊東健人） | 「ECHO」 「トラフィック・ジャム」 | ゲーム『プロジェクトセカイ カラフルステージ！ feat. 初音ミク』関連曲                               |
| 6月5日   | プロジェクトセカイ カラフルステージ！ feat. 初音ミク アナザーボーカルアルバム Vivid BAD SQUAD        | 白石杏（鷲見友美ジェナ）、青柳冬弥（伊東健人） | 「ECHO」 | ゲーム『プロジェクトセカイ カラフルステージ！ feat. 初音ミク』関連曲                               |
| 6月5日   | プロジェクトセカイ カラフルステージ！ feat. 初音ミク アナザーボーカルアルバム Vivid BAD SQUAD        | 東雲彰人（今井文也）、青柳冬弥（伊東健人） | 「RAD DOGS」 | ゲーム『プロジェクトセカイ カラフルステージ！ feat. 初音ミク』関連曲                               |
| 6月5日   | プロジェクトセカイ カラフルステージ！ feat. 初音ミク アナザーボーカルアルバム Vivid BAD SQUAD        | 青柳冬弥（伊東健人） | 「フラジール」 「夜咄ディセイブ」 「威風堂々」 「幽霊東京」 | ゲーム『プロジェクトセカイ カラフルステージ！ feat. 初音ミク』関連曲                               |
| 7月10日  | リアライズ/CR詠ZY                                                                                    | Vivid BAD SQUAD、初音ミク | 「リアライズ」 | ゲーム『プロジェクトセカイ カラフルステージ！ feat. 初音ミク』関連曲                               |
| 7月10日  | リアライズ/CR詠ZY                                                                                    | Vivid BAD SQUAD、巡音ルカ | 「CR詠ZY」 | ゲーム『プロジェクトセカイ カラフルステージ！ feat. 初音ミク』関連曲                               |
| 7月13日  | THE IDOLM@STER SideM 9th STAGE THEME SONG「Gather Round!」                                           | 315 ALLSTARS | 「Gather Round!」 | ライブイベント『THE IDOLM@STER SideM 9th STAGE ～MIR＠-CIRCLE CRESCENDO～』テーマ曲                |
| 7月13日  | THE IDOLM@STER SideM 9th STAGE THEME SONG「Gather Round!」                                           | 315 STARS（インテリVer.） | 「Gather Round!」 | ライブイベント『THE IDOLM@STER SideM 9th STAGE ～MIR＠-CIRCLE CRESCENDO～』テーマ曲                |
| 7月31日  | THE IDOLM@STER SideM CIRCLE OF DELIGHT 15 S.E.M                                                      | S.E.M | 「Life’s Side Menu!」 「Eterniteen Age!!!」 | 『アイドルマスターSideM』関連曲                                                                    |
| ９月18日 | .麻天狼                                                                                              | 観音坂独歩（伊東健人） | 「Andante」 | 『ヒプノシスマイク』関連曲                                                                         |
| 9月25日  | Gray Sheep EP03                                                                                      | COLOR（伊東健人）、SPIDER（坂田将吾）、JOE（橘龍丸）、OWL（堀江瞬） | 「Black out」 | 『Gray Sheep』関連曲                                                                               |
| 10月2日  | Beyond the way/blender                                                                               | Vivid BAD SQUAD、初音ミク | 「Beyond the way」 | ゲーム『プロジェクトセカイ カラフルステージ！ feat. 初音ミク』関連曲                               |
| 10月2日  | Beyond the way/blender                                                                               | Vivid BAD SQUAD、MEIKO | 「blender」 | ゲーム『プロジェクトセカイ カラフルステージ！ feat. 初音ミク』関連曲                               |
| 10月4日  | ヒプノシスマイク-Dream Rap Battle-                                                                   | Division All Stars | 「ヒプノシスマイク-Dream Rap Battle-」 | ゲーム『ヒプノシスマイク-Dream Rap Battle-』関連曲                                                 |
| 11月27日 | プロジェクトセカイ カラフルステージ! feat. 初音ミク セカイシンフォニー Sekai Symphony 2024 Live CD   | Vivid BAD SQUAD | 「Traits（2024 Live）」 | ゲーム『プロジェクトセカイ カラフルステージ！ feat. 初音ミク』関連曲                               |
| 11月27日 | プロジェクトセカイ カラフルステージ! feat. 初音ミク セカイシンフォニー Sekai Symphony 2024 Live CD   | Vivid BAD SQUAD、MEIKO | 「ひつじがいっぴき（2024 Live）」 | ゲーム『プロジェクトセカイ カラフルステージ！ feat. 初音ミク』関連曲                               |
| 11月27日 | プロジェクトセカイ カラフルステージ! feat. 初音ミク セカイシンフォニー Sekai Symphony 2024 Live CD   | Vivid BAD SQUAD、MEIKO | 「仮死化（2024 Live）」 | ゲーム『プロジェクトセカイ カラフルステージ！ feat. 初音ミク』関連曲                               |
| 11月27日 | プロジェクトセカイ カラフルステージ! feat. 初音ミク セカイシンフォニー Sekai Symphony 2024 Live CD   | Vivid BAD SQUAD、巡音ルカ | 「ミライ（2024 Live）」 | ゲーム『プロジェクトセカイ カラフルステージ！ feat. 初音ミク』関連曲                               |
| 11月27日 | プロジェクトセカイ カラフルステージ! feat. 初音ミク セカイシンフォニー Sekai Symphony 2024 Live CD   | Vivid BAD SQUAD、巡音ルカ | 「烈火（2024 Live）」 | ゲーム『プロジェクトセカイ カラフルステージ！ feat. 初音ミク』関連曲                               |
| 11月27日 | プロジェクトセカイ カラフルステージ! feat. 初音ミク セカイシンフォニー Sekai Symphony 2024 Live CD   | Vivid BAD SQUAD、初音ミク | 「Beyond the way（2024 Live）」 | ゲーム『プロジェクトセカイ カラフルステージ！ feat. 初音ミク』関連曲                               |
| 2025年   | | | | |
| 1月17日  | 華Doll* 4th season Human or Doll: Q                                                                  | Anthos* | 「Q.E.D」 | 『華Doll*』関連曲                                                                                  |
| 1月17日  | 華Doll* 4th season Human or Doll: Q                                                                  | Anthos* | 「No Drama」 | 『華Doll*』関連曲                                                                                  |
| 1月20日  | Tasting e.p.                                                                                         | 篭手切江（広瀬裕也）、豊前江（八代拓）、桑名江（伊東健人）、松井江（土岐隼一）、五月雨江（狩野翔）、村雲江（江口拓也） | 「凛花繚乱」 | 『ぴゅあくる刀剣男士』関連曲                                                                       |
| 1月20日  | Tasting e.p.                                                                                         | 篭手切江（広瀬裕也）、豊前江（八代拓）、桑名江（伊東健人）、松井江（土岐隼一）、五月雨江（狩野翔）、村雲江（江口拓也） | 「GO&GO!!!」 | 『ぴゅあくる刀剣男士』関連曲                                                                       |
| 1月20日  | Tasting e.p.                                                                                         | 篭手切江（広瀬裕也）、豊前江（八代拓）、桑名江（伊東健人）、松井江（土岐隼一）、五月雨江（狩野翔）、村雲江（江口拓也） | 「I Believe」 | 『ぴゅあくる刀剣男士』関連曲                                                                       |
| 1月20日  | Tasting e.p.                                                                                         | 桑名江（伊東健人）、松井江（土岐隼一） | 「さめざめ」 | 『ぴゅあくる刀剣男士』関連曲                                                                       |
| 1月30日  | Worlders                                                                                             | バーチャル・シンガー、Leo/need、MORE MORE JUMP！、Vivid BAD SQUAD、ワンダーランズ×ショウタイム、25時、ナイトコードで。 | 「Worlders」 | 映画『劇場版プロジェクトセカイ 壊れたセカイと歌えないミク』関連曲                                  |
| 1月31日  | BLESS YOU                                                                                            | 麻天狼 | 「BLESS YOU」 | 映画『ヒプノシスマイク-Division Rap Battle』関連曲                                                 |
| 2月7日   | ファイアダンス                                                                                       | Vivid BAD SQUAD | 「ファイアダンス」 | 映画『劇場版プロジェクトセカイ 壊れたセカイと歌えないミク』関連曲                                  |
| 2月14日  | フュージョン                                                                                         | DI:Verse | 「フュージョン」 | 『プロジェクトセカイ×あんさんぶるスターズ!!』コラボ楽曲                                            |
| 2月21日  | 群青讃歌（劇場版プロジェクトセカイver.）                                                             | Leo/need、MORE MORE JUMP!、Vivid BAD SQUAD、ワンダーランズ×ショウタイム、25時、ナイトコードで。 | 「群青讃歌（劇場版プロジェクトセカイver.）」 | 劇場アニメ『劇場版プロジェクトセカイ 壊れたセカイと歌えないミク』挿入歌                            |
| 3月5日   | 烈火/ULTRA C                                                                                         | Vivid BAD SQUAD、巡音ルカ | 「烈火」 | ゲーム『プロジェクトセカイ カラフルステージ！ feat. 初音ミク』関連曲                               |
| 3月5日   | 烈火/ULTRA C                                                                                         | Vivid BAD SQUAD、初音ミク | 「ULTRA C」 | ゲーム『プロジェクトセカイ カラフルステージ！ feat. 初音ミク』関連曲                               |
| 3月15日  | THE IDOLM@STER SideM CIRCLE OF DELIGHT SOLO COLLECTION 04                                            | 硲道夫（伊東健人） | 「Life’s Side Menu! (硲 道夫 ソロVer.)」 | 『アイドルマスター SideM』関連曲                                                                   |
| 3月15日  | UNIT COLLECTION -Gather Round!-                                                                      | S.E.M | 「Gather Round!」 | 『アイドルマスター SideM』関連曲                                                                   |
| 4月2日   | THE IDOLM@STER SideM 10th ANNIVERSARY P@SSION 12 S.E.M                                               | S.E.M | 「Around Find World！」 | 『アイドルマスター SideM』関連曲                                                                   |
| 4月2日   | THE IDOLM@STER SideM 10th ANNIVERSARY P@SSION 12 S.E.M                                               | S.E.M | 「Dear My Light,」 | 『アイドルマスター SideM』関連曲                                                                   |
| 4月11日  | Clockwork Flowers                                                                                    | Anthos | 「Clockwork Flowers」 | テレビアニメ『華Doll*-Reinterpretation of Flowering-』オープニングテーマ                           |
| 5月16日  | Fall leaves after leaves fall                                                                        | Anthos | 「Fall leaves after leaves fall」 | テレビアニメ『華Doll*-Reinterpretation of Flowering-』エンディングテーマ                           |
| 5月21日  | BEYOND★CLASSIC                                                                                       | Gran★MyStar | 「BEYOND★CLASSIC」 | TVアニメ『クラシック★スターズ』エンディングテーマ                                                  |
| 5月21日  | BEYOND★CLASSIC                                                                                       | モーツァルト（伊東健人） | 「Kissとナハトムジーク」 | TVアニメ『クラシック★スターズ』挿入歌                                                              |
| 5月28日  | PRIDE STAR                                                                                           | S.E.M | 「PRIDE STAR（S.E.M Ver.）」 | 『アイドルマスター SideM』関連曲                                                                   |
| 6月11日  | THE IDOLM@STER SideM 10th ANNIVERSARY P@SSION 17 SUPREME STARS !!!                                   | 315 ALLSTARS | 「SUPREME STARS !!!」 | 『アイドルマスター SideM』関連曲                                                                   |
| 6月11日  | THE IDOLM@STER SideM 10th ANNIVERSARY P@SSION 17 SUPREME STARS !!!                                   | 315 STARS（インテリVer.） | 「315 STARS (インテリ Ver.)」 | 『アイドルマスター SideM』関連曲                                                                   |
| 6月11日  | MIC AS ONE                                                                                           | Division All Stars | 「ヒプノシスマイク -Division Rap Battle- FINAL 」 | 映画『ヒプノシスマイク-Division Rap Battle-』関連曲                                                |
| 6月11日  | MIC AS ONE                                                                                           | 麻天狼、Fling Posse | 「Stick To My Mic」 | 映画『ヒプノシスマイク-Division Rap Battle-』関連曲                                                |
| 6月11日  | MIC AS ONE                                                                                           | Division All Stars | 「MIC AS ONE」 | 映画『ヒプノシスマイク-Division Rap Battle-』関連曲                                                |
| 6月11日  | MIC AS ONE                                                                                           | 麻天狼、言の葉党 | 「Claim Victory（麻天狼 Ver.）」 | 映画『ヒプノシスマイク-Division Rap Battle-』関連曲                                                |
| 6月11日  | MIC AS ONE                                                                                           | 麻天狼 | 「Shinjuku Style ～笑わすな～（Remastered）」 | 映画『ヒプノシスマイク-Division Rap Battle-』関連曲                                                |
| 6月30日  | フラジール (feat. 東雲彰人 & 青柳冬弥) [Cover]                                                       | ALKALOID & あんさんぶるスターズ！！feat. 東雲彰人 & 青柳冬弥 | 「フラジール (feat. 東雲彰人 & 青柳冬弥) [Cover]」 | 『プロジェクトセカイ×あんさんぶるスターズ!!』コラボ楽曲                                            |
| 7月9日   | Vivid BAD SQUAD SEKAI ALBUM vol.3                                                                    | Vivid BAD SQUAD、初音ミク | 「脳内革命ガール」 「え？あぁ、そう。」 「花溺れ」 | ゲーム『プロジェクトセカイ カラフルステージ! feat. 初音ミク』関連曲                                |
| 7月9日   | Vivid BAD SQUAD SEKAI ALBUM vol.3                                                                    | Vivid BAD SQUAD、MEIKO | 「春嵐」 「酔いどれ知らず」 | ゲーム『プロジェクトセカイ カラフルステージ! feat. 初音ミク』関連曲                                |
| 7月9日   | Vivid BAD SQUAD SEKAI ALBUM vol.3                                                                    | Vivid BAD SQUAD、鏡音レン | 「金木犀」 | ゲーム『プロジェクトセカイ カラフルステージ! feat. 初音ミク』関連曲                                |
| 7月9日   | Vivid BAD SQUAD SEKAI ALBUM vol.3                                                                    | Vivid BAD SQUAD、巡音ルカ | 「マーシャル・マキシマイザー」 「WAVE」 | ゲーム『プロジェクトセカイ カラフルステージ! feat. 初音ミク』関連曲                                |
| 7月9日   | Vivid BAD SQUAD SEKAI ALBUM vol.3                                                                    | 東雲彰人（今井文也）、青柳冬弥（伊東健人）、初音ミク | 「コールボーイ」 | ゲーム『プロジェクトセカイ カラフルステージ! feat. 初音ミク』関連曲                                |
| 7月9日   | Vivid BAD SQUAD SEKAI ALBUM vol.3                                                                    | Vivid BAD SQUAD、鏡音リン | 「CH4NGE」 | ゲーム『プロジェクトセカイ カラフルステージ! feat. 初音ミク』関連曲                                |
| 7月9日   | Vivid BAD SQUAD SEKAI ALBUM vol.3                                                                    | Vivid BAD SQUAD、KAITO | 「ルーマー」 | ゲーム『プロジェクトセカイ カラフルステージ! feat. 初音ミク』関連曲                                |
| 7月12日  | THE IDOLM@STER SideM UNIT COLLECTION -SUPREME STARS !!!-                                             | S.E.M | 「SUPREME STARS !!! (S.E.M ver.)」 | 『アイドルマスター SideM』関連曲                                                                   |
| 8月20日  | フューエル/ヘイヴン                                                                                  | Vivid BAD SQUAD、KAITO | 「フューエル」 | ゲーム『プロジェクトセカイ カラフルステージ! feat. 初音ミク』関連曲                                |
| 8月20日  | フューエル/ヘイヴン                                                                                  | Vivid BAD SQUAD、鏡音レン | 「ヘイヴン」 | ゲーム『プロジェクトセカイ カラフルステージ! feat. 初音ミク』関連曲                                |
| 10月22日 | クラシック★スターズ character song album                                                             | Gran★MyStar | 「グラン★プロローグ」 「交響曲★STARS MELODY」 | テレビアニメ『クラシック★スターズ』挿入歌                                                          |
| 10月22日 | クラシック★スターズ character song album                                                             | モーツァルト（伊東健人） | 「不可逆な時さえも…」 | テレビアニメ『クラシック★スターズ』挿入歌                                                          |

### その他参加楽曲
| 発売日   | 商品名                                                             | 歌 | 楽曲 | 備考                                                                         |
| 2013年   | 2013年                                                             | 2013年 | 2013年 | 2013年                                                                       |
| -------- | ------------------------------------------------------------------ | --- | --- | ---------------------------------------------------------------------------- |
| 12月18日 | 声優戦隊ボイストーム7 音楽集 ボイストームミュージック              | soffive | 「C.A.L.L.I.N.G」 | モーションコミック『声優戦隊ボイストーム7』オープニングテーマ                |
| 12月18日 | 声優戦隊ボイストーム7 音楽集 ボイストームミュージック              | soffive | 「VOICE OF LOVE」 「君の帰る場所」 | モーションコミック『声優戦隊ボイストーム7』エンディングテーマ                |
| 2015年   |                                                                    | | |                                                                              |
| 12月25日 | Dance with Devils ミュージカルコレクション「Dance with Destinies」 | Grimoire ensemble | 「闇の花嫁」 「夜は明けない」 「闇の花嫁（Reprise）」 「闇の花嫁（Overture）」 | テレビアニメ『Dance with Devils』挿入歌                                      |
| 2016年   |                                                                    | | |                                                                              |
| 3月2日   | 2016 うんどう会(1) ノリノリ！のりものたいそう                      | 瀧本瞳、伊東健人、本泉莉奈 | 「ノリノリ！のりものたいそう チャギントン テーマソング〜 幹線でゴー！ゴ・ゴー！〜 ヘリコプター〜 くじらのバス」                                                                                  |                                                                              |
| 11月23日 | コロムビアキッズ たっぷり！どっさり！こどものうた つめあわせ       | 土師亜文、伊東健人 | 「まほうのくつ」 |                                                                              |
| 11月23日 | コロムビアキッズ たっぷり！どっさり！こどものうた つめあわせ       | 伊東健人、本泉莉奈、土師亜文 | 「ワンツー！パンツー！」 |                                                                              |
| 11月23日 | コロムビアキッズ たっぷり！どっさり！こどものうた つめあわせ       | 瀧本瞳、伊東健人 | 「あくびがビブベバ」 「キミといっしょに」 |                                                                              |
| 11月23日 | コロムビアキッズ たっぷり！どっさり！こどものうた つめあわせ       | 土師亜文、伊東健人、ことのみ児童合唱団 | 「はじめてのさよなら」 |                                                                              |
| 2017年   |                                                                    | | |                                                                              |
| 3月1日   | すぐ踊れる♪ たいそう・ダンスのうた 〜毎日のあそび・うんどうに〜    | 瀧本瞳、伊東健人 | 「あくびがビブベバ」 |                                                                              |
| 8月4日   | 節歌集 -first-                                                     | UMake | 「6月の約束」 「sweet sweet sweets」 「gift」 「明日に走り出した君へ」 | ラジオ『伊東健人と中島ヨシキがあなたを夢中にさせるラジオ〜ゆめラジ〜』関連曲 |
| 10月27日 | DOUBLE DARE COVERS                                                 | ゆめラジ | 「Vanilla」 「君の声に恋してる」 | ラジオ『伊東健人と中島ヨシキがあなたを夢中にさせるラジオ〜ゆめラジ〜』関連曲 |
| 2018年   |                                                                    | | |                                                                              |
| 1月24日  | コロムビアキッズ にんきもの大集合 キッズヒットソング！             | 瀧本瞳、伊東健人 | 「おまめ戦隊ビビンビーン」 |                                                                              |
| 1月24日  | コロムビアキッズ にんきもの大集合 キッズヒットソング！             | 瀧本瞳、伊東健人、本泉莉奈 | 「べるがなる」 |                                                                              |
| 2月28日  | 2018 うんどう会1 キッズたいそう となりのトトロ                     | 瀧本瞳、伊東健人、森千晃 | 「キッズたいそう となりのトトロ 」 |                                                                              |
| 6月10日  | SUMMER☆MONSTER                                                     | UMake | 「SUMMER☆MONSTER」 「つまんないや」 「星の海」 | ラジオ『伊東健人と中島ヨシキがあなたを夢中にさせるラジオ〜ゆめラジ〜』関連曲 |
| 10月31日 | Make up a dream                                                    | UMake | 「あなたを夢中にさせるうた」 「彼が眼鏡を外したら」 「SUMMER☆MONSTER（album version)」 「Rain song」 「kiss→kiss♡」 「White Wonder World!」 「I・MA・SHI・ME」 「sakura」 「僕はポンコツだけど」 | ラジオ『伊東健人と中島ヨシキがあなたを夢中にさせるラジオ〜ゆめラジ〜』関連曲 |
| 2019年   |                                                                    | | |                                                                              |
| 3月6日   | HOME                                                               | UMake | 「HOME」 「ショートヘアドリーマー」 「初めてリップを塗った朝」 | ラジオ『伊東健人と中島ヨシキがあなたを夢中にさせるラジオ〜ゆめラジ〜』関連曲 |
| 9月25日  | ダブルレインボウ                                                   | UMake | 「ダブルレインボウ」 「レシピ」 「晴れ男、晴れ女、雨男。」 | ラジオ『伊東健人と中島ヨシキがあなたを夢中にさせるラジオ〜ゆめラジ〜』関連曲 |
| 12月20日 | ぎゅってしよ！ ゆめラジver.                                        | 伊東健人、中島ヨシキ | 「ぎゅってしよ！」 「声はAmplifier」 | インターネットラジオ局「ラジ友」テーマソング                                 |
| 2020年   |                                                                    | | |                                                                              |
| 1月29日  | TRIPPER!!                                                          | UMake | 「TRIPPER!!」 「SING ALONG!」 「パクチーブルース」 「Junction」 「それはきっと…夢、かい？」 「星の海（acoustic ver）」                                                                           | ラジオ『伊東健人と中島ヨシキがあなたを夢中にさせるラジオ〜ゆめラジ〜』関連曲 |
| 1月29日  | TRIPPER!!                                                          | 伊東健人 | 「深海のシリウス」 | ラジオ『伊東健人と中島ヨシキがあなたを夢中にさせるラジオ〜ゆめラジ〜』関連曲 |
| 8月12日  | Darling!                                                           | UMake | 「Darling!」 「花火」 「6月の約束」 「明日に走り出した君へ」 | ラジオ『伊東健人と中島ヨシキがあなたを夢中にさせるラジオ〜ゆめラジ〜』関連曲 |
| 12月23日 | Merry.                                                             | UMake | 「Merry.」 「六畳一間のエンターテイナー」 「sweet sweet sweets -Re Arrange-」 「Gift -Re Arrange-」                                                                                              | ラジオ『伊東健人と中島ヨシキがあなたを夢中にさせるラジオ〜ゆめラジ〜』関連曲 |
| 2021年   |                                                                    | | |                                                                              |
| 2月24日  | Disney 声の王子様 Voice Stars Dream Selection III                  | 伊東健人 | 「僕の願い」 |                                                                              |
| 2月24日  | Disney 声の王子様 Voice Stars Dream Selection III                  | 伊東健人、植田圭輔、浦田わたる、太田基裕、岡宮来夢、木村良平、島﨑信長、仲田博喜、仲村宗悟、三浦宏規、森久保祥太郎、加藤和樹、浪川大輔                                                             | 「小さな世界」 「ミッキーマウス・マーチ」 |                                                                              |
| 2月24日  | Disney 声の王子様 Voice Stars Dream Selection III Amazon特典CD     | 伊東健人 | 「小さな世界」 |                                                                              |
| 11月19日 | Disney 声の王子様 Voice Stars Dream Live 2021 特典DISC3            | 伊東健人、三浦宏規 | 「美女と野獣」 |                                                                              |
| 11月19日 | Disney 声の王子様 Voice Stars Dream Live 2021 特典DISC3            | 伊東健人、植田圭輔、浦田わたる、太田基裕、岡宮来夢、木村良平、島﨑信長、仲田博喜、仲村宗悟、三浦宏規、森久保祥太郎                                                                                 | 「フィール・ザ・ラブ」 |                                                                              |
| 11月19日 | Disney 声の王子様 Voice Stars Dream Live 2021 Amazon特典CD         | 伊東健人 | 「ミッキーマウス・マーチ」 |                                                                              |
| 12月15日 | COVER〜YOUTH〜                                                     | 伊東健人 | 「Swallowtail Butterfly 〜あいのうた〜」 「memories」 「TIMING」 「焼け野が原」 「光」 |                                                                              |
| 2024年   |                                                                    | | |                                                                              |
| 6月14日  | Stargazer                                                          | ASCA、伊東健人、内田真礼、大橋彩香、梶原岳人・島﨑信長・武内駿輔(フラガリアメモリーズ)、楠木ともり、She is Legend(XAI・鈴木このみ)、芹澤優、Who-ya(Who-ya Extended) 、羊宮妃那(MyGO!!!!!) and more | 「Stargazer」 | Animelo Summer Live 2024 テーマソング                                        |
| 2025年   |                                                                    | | |                                                                              |
| 1月29日  | 最強★無敵★ユーメイキング !!                                        | UMake | 「最強★無敵★ユーメイキング！！」「Unstoppable」 「ロンリーナイトシンドローム」「Cafe」 「帰り道、進む道」 「AUROLA」                                                                             | ラジオ『伊東健人と中島ヨシキがあなたを夢中にさせるラジオ〜ゆめラジ〜』関連曲 |
| 5月12日  | Lazy morning                                                       | UMake | 「Lazy morning」 | ラジオ『伊東健人と中島ヨシキがあなたを夢中にさせるラジオ〜ゆめラジ〜』関連曲 |

### 楽曲提供
- Teamゆーたく 7thシングル メルティースノー（2015年）「トワイライト」編曲（伊東健人とハッピーターンズとして）
- プロジェクトセカイ カラフルステージ! feat. 初音ミク（2021年）「magic number」作詞・作曲
- 「ユアマジェスティ」（2023年）「Festa la Vita」作曲
- 「ペンペとピンピ」season1・2（2022年 - 2024年）作中BGM作曲
- 「そよぎEXPO」（2026年）「heartfelt」作詞・作曲、音声合成ソフト梵そよぎボーカル調整

## ライブ・イベント

### イベント
| 出演日         | タイトル                                                       | 会場                                              |
| -------------- | -------------------------------------------------------------- | ------------------------------------------------- |
| 2023年11月12日 | 別冊カドカワ×学校法人角川ドワンゴ学園×A.C.P.C. 『楽演祭EXTRA』 | ところざわサクラタウン ジャパンパビリオン ホールA |

### リリースイベント
| 出演日        | タイトル                                                 | 会場                                    |
| ------------- | -------------------------------------------------------- | --------------------------------------- |
| 2023年2月13日 | 伊東健人 1st EP『華灯』発売直前オンライントークイベント  | リミスタ（オンライン開催）              |
| 2023年2月17日 | 1st EP「華灯」発売記念リスニングパーティ                 | HMV&BOOKS SHIBUYA 6Fイベントスペース    |
| 2023年3月27日 | 伊東健人1st EP「華灯」発売記念スペシャルトークセッション | 代官山 蔦屋書店 3号館2階 SHARE LOUNGE   |
| 2024年3月31日 | 伊東健人 2nd EP『咲音』発売記念オンラインサイン会        | リミスタ（オンライン開催）              |
| 2024年4月17日 | 伊東健人 2nd EP『咲音』発売記念トークイベント            | HMV&BOOKS SHIBUYA 6Fイベントスペース    |
| 2024年4月23日 | 伊東健人 2nd EP『咲音』発売記念 特典お渡し会             | アニメイト池袋本店9F animate hall BLACK |

### 写真展
| 開催期間                       | タイトル                              | 会場                    |
| ------------------------------ | ------------------------------------- | ----------------------- |
| 2023年2月14日 ～ 2023年2月19日 | 伊東健人 1st EP「華灯」発売記念写真展 | AKIHABARAゲーマーズ本店 |
| 2024年3月26日 ～ 2024年4月7日  | 伊東健人 2nd EP「咲音」発売記念写真展 | AKIHABARAゲーマーズ本店 |
| 2024年3月26日 ～ 2024年4月7日  | 伊東健人 2nd EP「咲音」発売記念写真展 | CD ショップ五番街       |

### ワンマンライブ
| 出演日         | タイトル                              | 会場           |
| -------------- | ------------------------------------- | -------------- |
| 2024年4月14日  | Kent Ito 1st LIVE 〜咲音〜            | 豊洲PIT        |
| 2025年7月28日  | Kent Ito 2nd LIVE''River at Sunrise'' | Spotify O-EAST |
| 2025年12月28日 | Kent Ito 3rd LIVE                     | 未発表         |

### 合同ライブ
| 出演日        | タイトル                             | 会場                     |
| ------------- | ------------------------------------ | ------------------------ |
| 2024年8月30日 | Animelo Summer Live 2024 -Stargazer- | さいたまスーパーアリーナ |